# Casella clau
En escacs, i particularment en finals, una casella clau (o també casella crítica), és una casella de l'escaquer tal que, si el rei d'un bàndol la pot ocupar, li servirà per forçar guanys decisius com ara la promoció d'ún peó o la captura d'un peó o una peça rivals. Les caselles clau són útils especialment en finals de rei i peons. En el final de rei i peó contra rei, les caselles clau depenen de la posició del peó i són senzilles de determinar, però en altres posicions més complexes les caselles clau poden ser molt difícils de determinar. Algunes posicions tenen caselles clau per blanques i negres
|  |

## Rei i torre contra rei
En un final de rei i peó conra rei, les caselles clau estan relacionades amb la posició del peó. Suposant que les blanques tenen el peó, si el rei blanc pot ocupar una de les caselles clau, podrà forçar la promoció del peó. Que el rei pugui o no, amb un joc acurat, assolir una d'aquestes caselles, depèn de la posició de les peces i també de quin jugador tingui el torn de moure. (Müller & Lamprecht 2007:20–22).

### Peó de torre
|   | a | b | c | d | e | f | g | h |   |
| 8 | f8 black cross · g8 black circle · h8 black cross · f7 black cross · g7 black circle · h7 black cross · h6 black cross · e5 negres rei · h5 blanques peó | f8 black cross · g8 black circle · h8 black cross · f7 black cross · g7 black circle · h7 black cross · h6 black cross · e5 negres rei · h5 blanques peó | f8 black cross · g8 black circle · h8 black cross · f7 black cross · g7 black circle · h7 black cross · h6 black cross · e5 negres rei · h5 blanques peó | f8 black cross · g8 black circle · h8 black cross · f7 black cross · g7 black circle · h7 black cross · h6 black cross · e5 negres rei · h5 blanques peó | f8 black cross · g8 black circle · h8 black cross · f7 black cross · g7 black circle · h7 black cross · h6 black cross · e5 negres rei · h5 blanques peó | f8 black cross · g8 black circle · h8 black cross · f7 black cross · g7 black circle · h7 black cross · h6 black cross · e5 negres rei · h5 blanques peó | f8 black cross · g8 black circle · h8 black cross · f7 black cross · g7 black circle · h7 black cross · h6 black cross · e5 negres rei · h5 blanques peó | f8 black cross · g8 black circle · h8 black cross · f7 black cross · g7 black circle · h7 black cross · h6 black cross · e5 negres rei · h5 blanques peó | 8 |
| 7 | f8 black cross · g8 black circle · h8 black cross · f7 black cross · g7 black circle · h7 black cross · h6 black cross · e5 negres rei · h5 blanques peó | f8 black cross · g8 black circle · h8 black cross · f7 black cross · g7 black circle · h7 black cross · h6 black cross · e5 negres rei · h5 blanques peó | f8 black cross · g8 black circle · h8 black cross · f7 black cross · g7 black circle · h7 black cross · h6 black cross · e5 negres rei · h5 blanques peó | f8 black cross · g8 black circle · h8 black cross · f7 black cross · g7 black circle · h7 black cross · h6 black cross · e5 negres rei · h5 blanques peó | f8 black cross · g8 black circle · h8 black cross · f7 black cross · g7 black circle · h7 black cross · h6 black cross · e5 negres rei · h5 blanques peó | f8 black cross · g8 black circle · h8 black cross · f7 black cross · g7 black circle · h7 black cross · h6 black cross · e5 negres rei · h5 blanques peó | f8 black cross · g8 black circle · h8 black cross · f7 black cross · g7 black circle · h7 black cross · h6 black cross · e5 negres rei · h5 blanques peó | f8 black cross · g8 black circle · h8 black cross · f7 black cross · g7 black circle · h7 black cross · h6 black cross · e5 negres rei · h5 blanques peó | 7 |
| 6 | f8 black cross · g8 black circle · h8 black cross · f7 black cross · g7 black circle · h7 black cross · h6 black cross · e5 negres rei · h5 blanques peó | f8 black cross · g8 black circle · h8 black cross · f7 black cross · g7 black circle · h7 black cross · h6 black cross · e5 negres rei · h5 blanques peó | f8 black cross · g8 black circle · h8 black cross · f7 black cross · g7 black circle · h7 black cross · h6 black cross · e5 negres rei · h5 blanques peó | f8 black cross · g8 black circle · h8 black cross · f7 black cross · g7 black circle · h7 black cross · h6 black cross · e5 negres rei · h5 blanques peó | f8 black cross · g8 black circle · h8 black cross · f7 black cross · g7 black circle · h7 black cross · h6 black cross · e5 negres rei · h5 blanques peó | f8 black cross · g8 black circle · h8 black cross · f7 black cross · g7 black circle · h7 black cross · h6 black cross · e5 negres rei · h5 blanques peó | f8 black cross · g8 black circle · h8 black cross · f7 black cross · g7 black circle · h7 black cross · h6 black cross · e5 negres rei · h5 blanques peó | f8 black cross · g8 black circle · h8 black cross · f7 black cross · g7 black circle · h7 black cross · h6 black cross · e5 negres rei · h5 blanques peó | 6 |
| 5 | f8 black cross · g8 black circle · h8 black cross · f7 black cross · g7 black circle · h7 black cross · h6 black cross · e5 negres rei · h5 blanques peó | f8 black cross · g8 black circle · h8 black cross · f7 black cross · g7 black circle · h7 black cross · h6 black cross · e5 negres rei · h5 blanques peó | f8 black cross · g8 black circle · h8 black cross · f7 black cross · g7 black circle · h7 black cross · h6 black cross · e5 negres rei · h5 blanques peó | f8 black cross · g8 black circle · h8 black cross · f7 black cross · g7 black circle · h7 black cross · h6 black cross · e5 negres rei · h5 blanques peó | f8 black cross · g8 black circle · h8 black cross · f7 black cross · g7 black circle · h7 black cross · h6 black cross · e5 negres rei · h5 blanques peó | f8 black cross · g8 black circle · h8 black cross · f7 black cross · g7 black circle · h7 black cross · h6 black cross · e5 negres rei · h5 blanques peó | f8 black cross · g8 black circle · h8 black cross · f7 black cross · g7 black circle · h7 black cross · h6 black cross · e5 negres rei · h5 blanques peó | f8 black cross · g8 black circle · h8 black cross · f7 black cross · g7 black circle · h7 black cross · h6 black cross · e5 negres rei · h5 blanques peó | 5 |
| 4 | f8 black cross · g8 black circle · h8 black cross · f7 black cross · g7 black circle · h7 black cross · h6 black cross · e5 negres rei · h5 blanques peó | f8 black cross · g8 black circle · h8 black cross · f7 black cross · g7 black circle · h7 black cross · h6 black cross · e5 negres rei · h5 blanques peó | f8 black cross · g8 black circle · h8 black cross · f7 black cross · g7 black circle · h7 black cross · h6 black cross · e5 negres rei · h5 blanques peó | f8 black cross · g8 black circle · h8 black cross · f7 black cross · g7 black circle · h7 black cross · h6 black cross · e5 negres rei · h5 blanques peó | f8 black cross · g8 black circle · h8 black cross · f7 black cross · g7 black circle · h7 black cross · h6 black cross · e5 negres rei · h5 blanques peó | f8 black cross · g8 black circle · h8 black cross · f7 black cross · g7 black circle · h7 black cross · h6 black cross · e5 negres rei · h5 blanques peó | f8 black cross · g8 black circle · h8 black cross · f7 black cross · g7 black circle · h7 black cross · h6 black cross · e5 negres rei · h5 blanques peó | f8 black cross · g8 black circle · h8 black cross · f7 black cross · g7 black circle · h7 black cross · h6 black cross · e5 negres rei · h5 blanques peó | 4 |
| 3 | f8 black cross · g8 black circle · h8 black cross · f7 black cross · g7 black circle · h7 black cross · h6 black cross · e5 negres rei · h5 blanques peó | f8 black cross · g8 black circle · h8 black cross · f7 black cross · g7 black circle · h7 black cross · h6 black cross · e5 negres rei · h5 blanques peó | f8 black cross · g8 black circle · h8 black cross · f7 black cross · g7 black circle · h7 black cross · h6 black cross · e5 negres rei · h5 blanques peó | f8 black cross · g8 black circle · h8 black cross · f7 black cross · g7 black circle · h7 black cross · h6 black cross · e5 negres rei · h5 blanques peó | f8 black cross · g8 black circle · h8 black cross · f7 black cross · g7 black circle · h7 black cross · h6 black cross · e5 negres rei · h5 blanques peó | f8 black cross · g8 black circle · h8 black cross · f7 black cross · g7 black circle · h7 black cross · h6 black cross · e5 negres rei · h5 blanques peó | f8 black cross · g8 black circle · h8 black cross · f7 black cross · g7 black circle · h7 black cross · h6 black cross · e5 negres rei · h5 blanques peó | f8 black cross · g8 black circle · h8 black cross · f7 black cross · g7 black circle · h7 black cross · h6 black cross · e5 negres rei · h5 blanques peó | 3 |
| 2 | f8 black cross · g8 black circle · h8 black cross · f7 black cross · g7 black circle · h7 black cross · h6 black cross · e5 negres rei · h5 blanques peó | f8 black cross · g8 black circle · h8 black cross · f7 black cross · g7 black circle · h7 black cross · h6 black cross · e5 negres rei · h5 blanques peó | f8 black cross · g8 black circle · h8 black cross · f7 black cross · g7 black circle · h7 black cross · h6 black cross · e5 negres rei · h5 blanques peó | f8 black cross · g8 black circle · h8 black cross · f7 black cross · g7 black circle · h7 black cross · h6 black cross · e5 negres rei · h5 blanques peó | f8 black cross · g8 black circle · h8 black cross · f7 black cross · g7 black circle · h7 black cross · h6 black cross · e5 negres rei · h5 blanques peó | f8 black cross · g8 black circle · h8 black cross · f7 black cross · g7 black circle · h7 black cross · h6 black cross · e5 negres rei · h5 blanques peó | f8 black cross · g8 black circle · h8 black cross · f7 black cross · g7 black circle · h7 black cross · h6 black cross · e5 negres rei · h5 blanques peó | f8 black cross · g8 black circle · h8 black cross · f7 black cross · g7 black circle · h7 black cross · h6 black cross · e5 negres rei · h5 blanques peó | 2 |
| 1 | f8 black cross · g8 black circle · h8 black cross · f7 black cross · g7 black circle · h7 black cross · h6 black cross · e5 negres rei · h5 blanques peó | f8 black cross · g8 black circle · h8 black cross · f7 black cross · g7 black circle · h7 black cross · h6 black cross · e5 negres rei · h5 blanques peó | f8 black cross · g8 black circle · h8 black cross · f7 black cross · g7 black circle · h7 black cross · h6 black cross · e5 negres rei · h5 blanques peó | f8 black cross · g8 black circle · h8 black cross · f7 black cross · g7 black circle · h7 black cross · h6 black cross · e5 negres rei · h5 blanques peó | f8 black cross · g8 black circle · h8 black cross · f7 black cross · g7 black circle · h7 black cross · h6 black cross · e5 negres rei · h5 blanques peó | f8 black cross · g8 black circle · h8 black cross · f7 black cross · g7 black circle · h7 black cross · h6 black cross · e5 negres rei · h5 blanques peó | f8 black cross · g8 black circle · h8 black cross · f7 black cross · g7 black circle · h7 black cross · h6 black cross · e5 negres rei · h5 blanques peó | f8 black cross · g8 black circle · h8 black cross · f7 black cross · g7 black circle · h7 black cross · h6 black cross · e5 negres rei · h5 blanques peó | 1 |
|   | a | b | c | d | e | f | g | h |   |

Un peó de torre avançat generalment té dues caselles clau: les dues de la columna adjacent que toquen la casella de promoció, per exemple, b7 i b8 pel peó a de les blanques, i g7 i g8 pel peó h de les blanques. Les caselles clau són indicades pels punts negres a la posició del diagrama de la dreta. Si el rei blanc pot assolir alguna de les caselles, podrà mantenir el rei negre a distància, i el peó promocionarà. Si el rei negre pot assolir qualsevol de les caselles marcades amb un punt o amb una "X", llavors aturarà el peó – ja sigui bloquejant el peó, o evitant que el rei blanc arribi a una casella clau. (Silman 2007:105–6).

### Altres peons
|   | a | b | c | d | e | f | g | h |   |
| 8 | f5 black circle · g5 black circle · h5 black circle · b4 black circle · c4 black circle · d4 black circle · g3 blanques peó · c2 blanques peó | f5 black circle · g5 black circle · h5 black circle · b4 black circle · c4 black circle · d4 black circle · g3 blanques peó · c2 blanques peó | f5 black circle · g5 black circle · h5 black circle · b4 black circle · c4 black circle · d4 black circle · g3 blanques peó · c2 blanques peó | f5 black circle · g5 black circle · h5 black circle · b4 black circle · c4 black circle · d4 black circle · g3 blanques peó · c2 blanques peó | f5 black circle · g5 black circle · h5 black circle · b4 black circle · c4 black circle · d4 black circle · g3 blanques peó · c2 blanques peó | f5 black circle · g5 black circle · h5 black circle · b4 black circle · c4 black circle · d4 black circle · g3 blanques peó · c2 blanques peó | f5 black circle · g5 black circle · h5 black circle · b4 black circle · c4 black circle · d4 black circle · g3 blanques peó · c2 blanques peó | f5 black circle · g5 black circle · h5 black circle · b4 black circle · c4 black circle · d4 black circle · g3 blanques peó · c2 blanques peó | 8 |
| 7 | f5 black circle · g5 black circle · h5 black circle · b4 black circle · c4 black circle · d4 black circle · g3 blanques peó · c2 blanques peó | f5 black circle · g5 black circle · h5 black circle · b4 black circle · c4 black circle · d4 black circle · g3 blanques peó · c2 blanques peó | f5 black circle · g5 black circle · h5 black circle · b4 black circle · c4 black circle · d4 black circle · g3 blanques peó · c2 blanques peó | f5 black circle · g5 black circle · h5 black circle · b4 black circle · c4 black circle · d4 black circle · g3 blanques peó · c2 blanques peó | f5 black circle · g5 black circle · h5 black circle · b4 black circle · c4 black circle · d4 black circle · g3 blanques peó · c2 blanques peó | f5 black circle · g5 black circle · h5 black circle · b4 black circle · c4 black circle · d4 black circle · g3 blanques peó · c2 blanques peó | f5 black circle · g5 black circle · h5 black circle · b4 black circle · c4 black circle · d4 black circle · g3 blanques peó · c2 blanques peó | f5 black circle · g5 black circle · h5 black circle · b4 black circle · c4 black circle · d4 black circle · g3 blanques peó · c2 blanques peó | 7 |
| 6 | f5 black circle · g5 black circle · h5 black circle · b4 black circle · c4 black circle · d4 black circle · g3 blanques peó · c2 blanques peó | f5 black circle · g5 black circle · h5 black circle · b4 black circle · c4 black circle · d4 black circle · g3 blanques peó · c2 blanques peó | f5 black circle · g5 black circle · h5 black circle · b4 black circle · c4 black circle · d4 black circle · g3 blanques peó · c2 blanques peó | f5 black circle · g5 black circle · h5 black circle · b4 black circle · c4 black circle · d4 black circle · g3 blanques peó · c2 blanques peó | f5 black circle · g5 black circle · h5 black circle · b4 black circle · c4 black circle · d4 black circle · g3 blanques peó · c2 blanques peó | f5 black circle · g5 black circle · h5 black circle · b4 black circle · c4 black circle · d4 black circle · g3 blanques peó · c2 blanques peó | f5 black circle · g5 black circle · h5 black circle · b4 black circle · c4 black circle · d4 black circle · g3 blanques peó · c2 blanques peó | f5 black circle · g5 black circle · h5 black circle · b4 black circle · c4 black circle · d4 black circle · g3 blanques peó · c2 blanques peó | 6 |
| 5 | f5 black circle · g5 black circle · h5 black circle · b4 black circle · c4 black circle · d4 black circle · g3 blanques peó · c2 blanques peó | f5 black circle · g5 black circle · h5 black circle · b4 black circle · c4 black circle · d4 black circle · g3 blanques peó · c2 blanques peó | f5 black circle · g5 black circle · h5 black circle · b4 black circle · c4 black circle · d4 black circle · g3 blanques peó · c2 blanques peó | f5 black circle · g5 black circle · h5 black circle · b4 black circle · c4 black circle · d4 black circle · g3 blanques peó · c2 blanques peó | f5 black circle · g5 black circle · h5 black circle · b4 black circle · c4 black circle · d4 black circle · g3 blanques peó · c2 blanques peó | f5 black circle · g5 black circle · h5 black circle · b4 black circle · c4 black circle · d4 black circle · g3 blanques peó · c2 blanques peó | f5 black circle · g5 black circle · h5 black circle · b4 black circle · c4 black circle · d4 black circle · g3 blanques peó · c2 blanques peó | f5 black circle · g5 black circle · h5 black circle · b4 black circle · c4 black circle · d4 black circle · g3 blanques peó · c2 blanques peó | 5 |
| 4 | f5 black circle · g5 black circle · h5 black circle · b4 black circle · c4 black circle · d4 black circle · g3 blanques peó · c2 blanques peó | f5 black circle · g5 black circle · h5 black circle · b4 black circle · c4 black circle · d4 black circle · g3 blanques peó · c2 blanques peó | f5 black circle · g5 black circle · h5 black circle · b4 black circle · c4 black circle · d4 black circle · g3 blanques peó · c2 blanques peó | f5 black circle · g5 black circle · h5 black circle · b4 black circle · c4 black circle · d4 black circle · g3 blanques peó · c2 blanques peó | f5 black circle · g5 black circle · h5 black circle · b4 black circle · c4 black circle · d4 black circle · g3 blanques peó · c2 blanques peó | f5 black circle · g5 black circle · h5 black circle · b4 black circle · c4 black circle · d4 black circle · g3 blanques peó · c2 blanques peó | f5 black circle · g5 black circle · h5 black circle · b4 black circle · c4 black circle · d4 black circle · g3 blanques peó · c2 blanques peó | f5 black circle · g5 black circle · h5 black circle · b4 black circle · c4 black circle · d4 black circle · g3 blanques peó · c2 blanques peó | 4 |
| 3 | f5 black circle · g5 black circle · h5 black circle · b4 black circle · c4 black circle · d4 black circle · g3 blanques peó · c2 blanques peó | f5 black circle · g5 black circle · h5 black circle · b4 black circle · c4 black circle · d4 black circle · g3 blanques peó · c2 blanques peó | f5 black circle · g5 black circle · h5 black circle · b4 black circle · c4 black circle · d4 black circle · g3 blanques peó · c2 blanques peó | f5 black circle · g5 black circle · h5 black circle · b4 black circle · c4 black circle · d4 black circle · g3 blanques peó · c2 blanques peó | f5 black circle · g5 black circle · h5 black circle · b4 black circle · c4 black circle · d4 black circle · g3 blanques peó · c2 blanques peó | f5 black circle · g5 black circle · h5 black circle · b4 black circle · c4 black circle · d4 black circle · g3 blanques peó · c2 blanques peó | f5 black circle · g5 black circle · h5 black circle · b4 black circle · c4 black circle · d4 black circle · g3 blanques peó · c2 blanques peó | f5 black circle · g5 black circle · h5 black circle · b4 black circle · c4 black circle · d4 black circle · g3 blanques peó · c2 blanques peó | 3 |
| 2 | f5 black circle · g5 black circle · h5 black circle · b4 black circle · c4 black circle · d4 black circle · g3 blanques peó · c2 blanques peó | f5 black circle · g5 black circle · h5 black circle · b4 black circle · c4 black circle · d4 black circle · g3 blanques peó · c2 blanques peó | f5 black circle · g5 black circle · h5 black circle · b4 black circle · c4 black circle · d4 black circle · g3 blanques peó · c2 blanques peó | f5 black circle · g5 black circle · h5 black circle · b4 black circle · c4 black circle · d4 black circle · g3 blanques peó · c2 blanques peó | f5 black circle · g5 black circle · h5 black circle · b4 black circle · c4 black circle · d4 black circle · g3 blanques peó · c2 blanques peó | f5 black circle · g5 black circle · h5 black circle · b4 black circle · c4 black circle · d4 black circle · g3 blanques peó · c2 blanques peó | f5 black circle · g5 black circle · h5 black circle · b4 black circle · c4 black circle · d4 black circle · g3 blanques peó · c2 blanques peó | f5 black circle · g5 black circle · h5 black circle · b4 black circle · c4 black circle · d4 black circle · g3 blanques peó · c2 blanques peó | 2 |
| 1 | f5 black circle · g5 black circle · h5 black circle · b4 black circle · c4 black circle · d4 black circle · g3 blanques peó · c2 blanques peó | f5 black circle · g5 black circle · h5 black circle · b4 black circle · c4 black circle · d4 black circle · g3 blanques peó · c2 blanques peó | f5 black circle · g5 black circle · h5 black circle · b4 black circle · c4 black circle · d4 black circle · g3 blanques peó · c2 blanques peó | f5 black circle · g5 black circle · h5 black circle · b4 black circle · c4 black circle · d4 black circle · g3 blanques peó · c2 blanques peó | f5 black circle · g5 black circle · h5 black circle · b4 black circle · c4 black circle · d4 black circle · g3 blanques peó · c2 blanques peó | f5 black circle · g5 black circle · h5 black circle · b4 black circle · c4 black circle · d4 black circle · g3 blanques peó · c2 blanques peó | f5 black circle · g5 black circle · h5 black circle · b4 black circle · c4 black circle · d4 black circle · g3 blanques peó · c2 blanques peó | f5 black circle · g5 black circle · h5 black circle · b4 black circle · c4 black circle · d4 black circle · g3 blanques peó · c2 blanques peó | 1 |
|   | a | b | c | d | e | f | g | h |   |

|   | a | b | c | d | e | f | g | h |   |
| 8 | f7 black circle · g7 black circle · h7 black circle · b6 black circle · c6 black circle · d6 black circle · f6 black circle · g6 black circle · h6 black circle · g5 blanques peó · c4 blanques peó | f7 black circle · g7 black circle · h7 black circle · b6 black circle · c6 black circle · d6 black circle · f6 black circle · g6 black circle · h6 black circle · g5 blanques peó · c4 blanques peó | f7 black circle · g7 black circle · h7 black circle · b6 black circle · c6 black circle · d6 black circle · f6 black circle · g6 black circle · h6 black circle · g5 blanques peó · c4 blanques peó | f7 black circle · g7 black circle · h7 black circle · b6 black circle · c6 black circle · d6 black circle · f6 black circle · g6 black circle · h6 black circle · g5 blanques peó · c4 blanques peó | f7 black circle · g7 black circle · h7 black circle · b6 black circle · c6 black circle · d6 black circle · f6 black circle · g6 black circle · h6 black circle · g5 blanques peó · c4 blanques peó | f7 black circle · g7 black circle · h7 black circle · b6 black circle · c6 black circle · d6 black circle · f6 black circle · g6 black circle · h6 black circle · g5 blanques peó · c4 blanques peó | f7 black circle · g7 black circle · h7 black circle · b6 black circle · c6 black circle · d6 black circle · f6 black circle · g6 black circle · h6 black circle · g5 blanques peó · c4 blanques peó | f7 black circle · g7 black circle · h7 black circle · b6 black circle · c6 black circle · d6 black circle · f6 black circle · g6 black circle · h6 black circle · g5 blanques peó · c4 blanques peó | 8 |
| 7 | f7 black circle · g7 black circle · h7 black circle · b6 black circle · c6 black circle · d6 black circle · f6 black circle · g6 black circle · h6 black circle · g5 blanques peó · c4 blanques peó | f7 black circle · g7 black circle · h7 black circle · b6 black circle · c6 black circle · d6 black circle · f6 black circle · g6 black circle · h6 black circle · g5 blanques peó · c4 blanques peó | f7 black circle · g7 black circle · h7 black circle · b6 black circle · c6 black circle · d6 black circle · f6 black circle · g6 black circle · h6 black circle · g5 blanques peó · c4 blanques peó | f7 black circle · g7 black circle · h7 black circle · b6 black circle · c6 black circle · d6 black circle · f6 black circle · g6 black circle · h6 black circle · g5 blanques peó · c4 blanques peó | f7 black circle · g7 black circle · h7 black circle · b6 black circle · c6 black circle · d6 black circle · f6 black circle · g6 black circle · h6 black circle · g5 blanques peó · c4 blanques peó | f7 black circle · g7 black circle · h7 black circle · b6 black circle · c6 black circle · d6 black circle · f6 black circle · g6 black circle · h6 black circle · g5 blanques peó · c4 blanques peó | f7 black circle · g7 black circle · h7 black circle · b6 black circle · c6 black circle · d6 black circle · f6 black circle · g6 black circle · h6 black circle · g5 blanques peó · c4 blanques peó | f7 black circle · g7 black circle · h7 black circle · b6 black circle · c6 black circle · d6 black circle · f6 black circle · g6 black circle · h6 black circle · g5 blanques peó · c4 blanques peó | 7 |
| 6 | f7 black circle · g7 black circle · h7 black circle · b6 black circle · c6 black circle · d6 black circle · f6 black circle · g6 black circle · h6 black circle · g5 blanques peó · c4 blanques peó | f7 black circle · g7 black circle · h7 black circle · b6 black circle · c6 black circle · d6 black circle · f6 black circle · g6 black circle · h6 black circle · g5 blanques peó · c4 blanques peó | f7 black circle · g7 black circle · h7 black circle · b6 black circle · c6 black circle · d6 black circle · f6 black circle · g6 black circle · h6 black circle · g5 blanques peó · c4 blanques peó | f7 black circle · g7 black circle · h7 black circle · b6 black circle · c6 black circle · d6 black circle · f6 black circle · g6 black circle · h6 black circle · g5 blanques peó · c4 blanques peó | f7 black circle · g7 black circle · h7 black circle · b6 black circle · c6 black circle · d6 black circle · f6 black circle · g6 black circle · h6 black circle · g5 blanques peó · c4 blanques peó | f7 black circle · g7 black circle · h7 black circle · b6 black circle · c6 black circle · d6 black circle · f6 black circle · g6 black circle · h6 black circle · g5 blanques peó · c4 blanques peó | f7 black circle · g7 black circle · h7 black circle · b6 black circle · c6 black circle · d6 black circle · f6 black circle · g6 black circle · h6 black circle · g5 blanques peó · c4 blanques peó | f7 black circle · g7 black circle · h7 black circle · b6 black circle · c6 black circle · d6 black circle · f6 black circle · g6 black circle · h6 black circle · g5 blanques peó · c4 blanques peó | 6 |
| 5 | f7 black circle · g7 black circle · h7 black circle · b6 black circle · c6 black circle · d6 black circle · f6 black circle · g6 black circle · h6 black circle · g5 blanques peó · c4 blanques peó | f7 black circle · g7 black circle · h7 black circle · b6 black circle · c6 black circle · d6 black circle · f6 black circle · g6 black circle · h6 black circle · g5 blanques peó · c4 blanques peó | f7 black circle · g7 black circle · h7 black circle · b6 black circle · c6 black circle · d6 black circle · f6 black circle · g6 black circle · h6 black circle · g5 blanques peó · c4 blanques peó | f7 black circle · g7 black circle · h7 black circle · b6 black circle · c6 black circle · d6 black circle · f6 black circle · g6 black circle · h6 black circle · g5 blanques peó · c4 blanques peó | f7 black circle · g7 black circle · h7 black circle · b6 black circle · c6 black circle · d6 black circle · f6 black circle · g6 black circle · h6 black circle · g5 blanques peó · c4 blanques peó | f7 black circle · g7 black circle · h7 black circle · b6 black circle · c6 black circle · d6 black circle · f6 black circle · g6 black circle · h6 black circle · g5 blanques peó · c4 blanques peó | f7 black circle · g7 black circle · h7 black circle · b6 black circle · c6 black circle · d6 black circle · f6 black circle · g6 black circle · h6 black circle · g5 blanques peó · c4 blanques peó | f7 black circle · g7 black circle · h7 black circle · b6 black circle · c6 black circle · d6 black circle · f6 black circle · g6 black circle · h6 black circle · g5 blanques peó · c4 blanques peó | 5 |
| 4 | f7 black circle · g7 black circle · h7 black circle · b6 black circle · c6 black circle · d6 black circle · f6 black circle · g6 black circle · h6 black circle · g5 blanques peó · c4 blanques peó | f7 black circle · g7 black circle · h7 black circle · b6 black circle · c6 black circle · d6 black circle · f6 black circle · g6 black circle · h6 black circle · g5 blanques peó · c4 blanques peó | f7 black circle · g7 black circle · h7 black circle · b6 black circle · c6 black circle · d6 black circle · f6 black circle · g6 black circle · h6 black circle · g5 blanques peó · c4 blanques peó | f7 black circle · g7 black circle · h7 black circle · b6 black circle · c6 black circle · d6 black circle · f6 black circle · g6 black circle · h6 black circle · g5 blanques peó · c4 blanques peó | f7 black circle · g7 black circle · h7 black circle · b6 black circle · c6 black circle · d6 black circle · f6 black circle · g6 black circle · h6 black circle · g5 blanques peó · c4 blanques peó | f7 black circle · g7 black circle · h7 black circle · b6 black circle · c6 black circle · d6 black circle · f6 black circle · g6 black circle · h6 black circle · g5 blanques peó · c4 blanques peó | f7 black circle · g7 black circle · h7 black circle · b6 black circle · c6 black circle · d6 black circle · f6 black circle · g6 black circle · h6 black circle · g5 blanques peó · c4 blanques peó | f7 black circle · g7 black circle · h7 black circle · b6 black circle · c6 black circle · d6 black circle · f6 black circle · g6 black circle · h6 black circle · g5 blanques peó · c4 blanques peó | 4 |
| 3 | f7 black circle · g7 black circle · h7 black circle · b6 black circle · c6 black circle · d6 black circle · f6 black circle · g6 black circle · h6 black circle · g5 blanques peó · c4 blanques peó | f7 black circle · g7 black circle · h7 black circle · b6 black circle · c6 black circle · d6 black circle · f6 black circle · g6 black circle · h6 black circle · g5 blanques peó · c4 blanques peó | f7 black circle · g7 black circle · h7 black circle · b6 black circle · c6 black circle · d6 black circle · f6 black circle · g6 black circle · h6 black circle · g5 blanques peó · c4 blanques peó | f7 black circle · g7 black circle · h7 black circle · b6 black circle · c6 black circle · d6 black circle · f6 black circle · g6 black circle · h6 black circle · g5 blanques peó · c4 blanques peó | f7 black circle · g7 black circle · h7 black circle · b6 black circle · c6 black circle · d6 black circle · f6 black circle · g6 black circle · h6 black circle · g5 blanques peó · c4 blanques peó | f7 black circle · g7 black circle · h7 black circle · b6 black circle · c6 black circle · d6 black circle · f6 black circle · g6 black circle · h6 black circle · g5 blanques peó · c4 blanques peó | f7 black circle · g7 black circle · h7 black circle · b6 black circle · c6 black circle · d6 black circle · f6 black circle · g6 black circle · h6 black circle · g5 blanques peó · c4 blanques peó | f7 black circle · g7 black circle · h7 black circle · b6 black circle · c6 black circle · d6 black circle · f6 black circle · g6 black circle · h6 black circle · g5 blanques peó · c4 blanques peó | 3 |
| 2 | f7 black circle · g7 black circle · h7 black circle · b6 black circle · c6 black circle · d6 black circle · f6 black circle · g6 black circle · h6 black circle · g5 blanques peó · c4 blanques peó | f7 black circle · g7 black circle · h7 black circle · b6 black circle · c6 black circle · d6 black circle · f6 black circle · g6 black circle · h6 black circle · g5 blanques peó · c4 blanques peó | f7 black circle · g7 black circle · h7 black circle · b6 black circle · c6 black circle · d6 black circle · f6 black circle · g6 black circle · h6 black circle · g5 blanques peó · c4 blanques peó | f7 black circle · g7 black circle · h7 black circle · b6 black circle · c6 black circle · d6 black circle · f6 black circle · g6 black circle · h6 black circle · g5 blanques peó · c4 blanques peó | f7 black circle · g7 black circle · h7 black circle · b6 black circle · c6 black circle · d6 black circle · f6 black circle · g6 black circle · h6 black circle · g5 blanques peó · c4 blanques peó | f7 black circle · g7 black circle · h7 black circle · b6 black circle · c6 black circle · d6 black circle · f6 black circle · g6 black circle · h6 black circle · g5 blanques peó · c4 blanques peó | f7 black circle · g7 black circle · h7 black circle · b6 black circle · c6 black circle · d6 black circle · f6 black circle · g6 black circle · h6 black circle · g5 blanques peó · c4 blanques peó | f7 black circle · g7 black circle · h7 black circle · b6 black circle · c6 black circle · d6 black circle · f6 black circle · g6 black circle · h6 black circle · g5 blanques peó · c4 blanques peó | 2 |
| 1 | f7 black circle · g7 black circle · h7 black circle · b6 black circle · c6 black circle · d6 black circle · f6 black circle · g6 black circle · h6 black circle · g5 blanques peó · c4 blanques peó | f7 black circle · g7 black circle · h7 black circle · b6 black circle · c6 black circle · d6 black circle · f6 black circle · g6 black circle · h6 black circle · g5 blanques peó · c4 blanques peó | f7 black circle · g7 black circle · h7 black circle · b6 black circle · c6 black circle · d6 black circle · f6 black circle · g6 black circle · h6 black circle · g5 blanques peó · c4 blanques peó | f7 black circle · g7 black circle · h7 black circle · b6 black circle · c6 black circle · d6 black circle · f6 black circle · g6 black circle · h6 black circle · g5 blanques peó · c4 blanques peó | f7 black circle · g7 black circle · h7 black circle · b6 black circle · c6 black circle · d6 black circle · f6 black circle · g6 black circle · h6 black circle · g5 blanques peó · c4 blanques peó | f7 black circle · g7 black circle · h7 black circle · b6 black circle · c6 black circle · d6 black circle · f6 black circle · g6 black circle · h6 black circle · g5 blanques peó · c4 blanques peó | f7 black circle · g7 black circle · h7 black circle · b6 black circle · c6 black circle · d6 black circle · f6 black circle · g6 black circle · h6 black circle · g5 blanques peó · c4 blanques peó | f7 black circle · g7 black circle · h7 black circle · b6 black circle · c6 black circle · d6 black circle · f6 black circle · g6 black circle · h6 black circle · g5 blanques peó · c4 blanques peó | 1 |
|   | a | b | c | d | e | f | g | h |   |

|   | a | b | c | d | e | f | g | h |   |
| 8 | b8 black circle · c8 black circle · d8 black circle · f8 black circle · g8 black circle · h8 black circle · b7 black circle · c7 black circle · d7 black circle · f7 black circle · g7 blanques peó · h7 black circle · c6 blanques peó | b8 black circle · c8 black circle · d8 black circle · f8 black circle · g8 black circle · h8 black circle · b7 black circle · c7 black circle · d7 black circle · f7 black circle · g7 blanques peó · h7 black circle · c6 blanques peó | b8 black circle · c8 black circle · d8 black circle · f8 black circle · g8 black circle · h8 black circle · b7 black circle · c7 black circle · d7 black circle · f7 black circle · g7 blanques peó · h7 black circle · c6 blanques peó | b8 black circle · c8 black circle · d8 black circle · f8 black circle · g8 black circle · h8 black circle · b7 black circle · c7 black circle · d7 black circle · f7 black circle · g7 blanques peó · h7 black circle · c6 blanques peó | b8 black circle · c8 black circle · d8 black circle · f8 black circle · g8 black circle · h8 black circle · b7 black circle · c7 black circle · d7 black circle · f7 black circle · g7 blanques peó · h7 black circle · c6 blanques peó | b8 black circle · c8 black circle · d8 black circle · f8 black circle · g8 black circle · h8 black circle · b7 black circle · c7 black circle · d7 black circle · f7 black circle · g7 blanques peó · h7 black circle · c6 blanques peó | b8 black circle · c8 black circle · d8 black circle · f8 black circle · g8 black circle · h8 black circle · b7 black circle · c7 black circle · d7 black circle · f7 black circle · g7 blanques peó · h7 black circle · c6 blanques peó | b8 black circle · c8 black circle · d8 black circle · f8 black circle · g8 black circle · h8 black circle · b7 black circle · c7 black circle · d7 black circle · f7 black circle · g7 blanques peó · h7 black circle · c6 blanques peó | 8 |
| 7 | b8 black circle · c8 black circle · d8 black circle · f8 black circle · g8 black circle · h8 black circle · b7 black circle · c7 black circle · d7 black circle · f7 black circle · g7 blanques peó · h7 black circle · c6 blanques peó | b8 black circle · c8 black circle · d8 black circle · f8 black circle · g8 black circle · h8 black circle · b7 black circle · c7 black circle · d7 black circle · f7 black circle · g7 blanques peó · h7 black circle · c6 blanques peó | b8 black circle · c8 black circle · d8 black circle · f8 black circle · g8 black circle · h8 black circle · b7 black circle · c7 black circle · d7 black circle · f7 black circle · g7 blanques peó · h7 black circle · c6 blanques peó | b8 black circle · c8 black circle · d8 black circle · f8 black circle · g8 black circle · h8 black circle · b7 black circle · c7 black circle · d7 black circle · f7 black circle · g7 blanques peó · h7 black circle · c6 blanques peó | b8 black circle · c8 black circle · d8 black circle · f8 black circle · g8 black circle · h8 black circle · b7 black circle · c7 black circle · d7 black circle · f7 black circle · g7 blanques peó · h7 black circle · c6 blanques peó | b8 black circle · c8 black circle · d8 black circle · f8 black circle · g8 black circle · h8 black circle · b7 black circle · c7 black circle · d7 black circle · f7 black circle · g7 blanques peó · h7 black circle · c6 blanques peó | b8 black circle · c8 black circle · d8 black circle · f8 black circle · g8 black circle · h8 black circle · b7 black circle · c7 black circle · d7 black circle · f7 black circle · g7 blanques peó · h7 black circle · c6 blanques peó | b8 black circle · c8 black circle · d8 black circle · f8 black circle · g8 black circle · h8 black circle · b7 black circle · c7 black circle · d7 black circle · f7 black circle · g7 blanques peó · h7 black circle · c6 blanques peó | 7 |
| 6 | b8 black circle · c8 black circle · d8 black circle · f8 black circle · g8 black circle · h8 black circle · b7 black circle · c7 black circle · d7 black circle · f7 black circle · g7 blanques peó · h7 black circle · c6 blanques peó | b8 black circle · c8 black circle · d8 black circle · f8 black circle · g8 black circle · h8 black circle · b7 black circle · c7 black circle · d7 black circle · f7 black circle · g7 blanques peó · h7 black circle · c6 blanques peó | b8 black circle · c8 black circle · d8 black circle · f8 black circle · g8 black circle · h8 black circle · b7 black circle · c7 black circle · d7 black circle · f7 black circle · g7 blanques peó · h7 black circle · c6 blanques peó | b8 black circle · c8 black circle · d8 black circle · f8 black circle · g8 black circle · h8 black circle · b7 black circle · c7 black circle · d7 black circle · f7 black circle · g7 blanques peó · h7 black circle · c6 blanques peó | b8 black circle · c8 black circle · d8 black circle · f8 black circle · g8 black circle · h8 black circle · b7 black circle · c7 black circle · d7 black circle · f7 black circle · g7 blanques peó · h7 black circle · c6 blanques peó | b8 black circle · c8 black circle · d8 black circle · f8 black circle · g8 black circle · h8 black circle · b7 black circle · c7 black circle · d7 black circle · f7 black circle · g7 blanques peó · h7 black circle · c6 blanques peó | b8 black circle · c8 black circle · d8 black circle · f8 black circle · g8 black circle · h8 black circle · b7 black circle · c7 black circle · d7 black circle · f7 black circle · g7 blanques peó · h7 black circle · c6 blanques peó | b8 black circle · c8 black circle · d8 black circle · f8 black circle · g8 black circle · h8 black circle · b7 black circle · c7 black circle · d7 black circle · f7 black circle · g7 blanques peó · h7 black circle · c6 blanques peó | 6 |
| 5 | b8 black circle · c8 black circle · d8 black circle · f8 black circle · g8 black circle · h8 black circle · b7 black circle · c7 black circle · d7 black circle · f7 black circle · g7 blanques peó · h7 black circle · c6 blanques peó | b8 black circle · c8 black circle · d8 black circle · f8 black circle · g8 black circle · h8 black circle · b7 black circle · c7 black circle · d7 black circle · f7 black circle · g7 blanques peó · h7 black circle · c6 blanques peó | b8 black circle · c8 black circle · d8 black circle · f8 black circle · g8 black circle · h8 black circle · b7 black circle · c7 black circle · d7 black circle · f7 black circle · g7 blanques peó · h7 black circle · c6 blanques peó | b8 black circle · c8 black circle · d8 black circle · f8 black circle · g8 black circle · h8 black circle · b7 black circle · c7 black circle · d7 black circle · f7 black circle · g7 blanques peó · h7 black circle · c6 blanques peó | b8 black circle · c8 black circle · d8 black circle · f8 black circle · g8 black circle · h8 black circle · b7 black circle · c7 black circle · d7 black circle · f7 black circle · g7 blanques peó · h7 black circle · c6 blanques peó | b8 black circle · c8 black circle · d8 black circle · f8 black circle · g8 black circle · h8 black circle · b7 black circle · c7 black circle · d7 black circle · f7 black circle · g7 blanques peó · h7 black circle · c6 blanques peó | b8 black circle · c8 black circle · d8 black circle · f8 black circle · g8 black circle · h8 black circle · b7 black circle · c7 black circle · d7 black circle · f7 black circle · g7 blanques peó · h7 black circle · c6 blanques peó | b8 black circle · c8 black circle · d8 black circle · f8 black circle · g8 black circle · h8 black circle · b7 black circle · c7 black circle · d7 black circle · f7 black circle · g7 blanques peó · h7 black circle · c6 blanques peó | 5 |
| 4 | b8 black circle · c8 black circle · d8 black circle · f8 black circle · g8 black circle · h8 black circle · b7 black circle · c7 black circle · d7 black circle · f7 black circle · g7 blanques peó · h7 black circle · c6 blanques peó | b8 black circle · c8 black circle · d8 black circle · f8 black circle · g8 black circle · h8 black circle · b7 black circle · c7 black circle · d7 black circle · f7 black circle · g7 blanques peó · h7 black circle · c6 blanques peó | b8 black circle · c8 black circle · d8 black circle · f8 black circle · g8 black circle · h8 black circle · b7 black circle · c7 black circle · d7 black circle · f7 black circle · g7 blanques peó · h7 black circle · c6 blanques peó | b8 black circle · c8 black circle · d8 black circle · f8 black circle · g8 black circle · h8 black circle · b7 black circle · c7 black circle · d7 black circle · f7 black circle · g7 blanques peó · h7 black circle · c6 blanques peó | b8 black circle · c8 black circle · d8 black circle · f8 black circle · g8 black circle · h8 black circle · b7 black circle · c7 black circle · d7 black circle · f7 black circle · g7 blanques peó · h7 black circle · c6 blanques peó | b8 black circle · c8 black circle · d8 black circle · f8 black circle · g8 black circle · h8 black circle · b7 black circle · c7 black circle · d7 black circle · f7 black circle · g7 blanques peó · h7 black circle · c6 blanques peó | b8 black circle · c8 black circle · d8 black circle · f8 black circle · g8 black circle · h8 black circle · b7 black circle · c7 black circle · d7 black circle · f7 black circle · g7 blanques peó · h7 black circle · c6 blanques peó | b8 black circle · c8 black circle · d8 black circle · f8 black circle · g8 black circle · h8 black circle · b7 black circle · c7 black circle · d7 black circle · f7 black circle · g7 blanques peó · h7 black circle · c6 blanques peó | 4 |
| 3 | b8 black circle · c8 black circle · d8 black circle · f8 black circle · g8 black circle · h8 black circle · b7 black circle · c7 black circle · d7 black circle · f7 black circle · g7 blanques peó · h7 black circle · c6 blanques peó | b8 black circle · c8 black circle · d8 black circle · f8 black circle · g8 black circle · h8 black circle · b7 black circle · c7 black circle · d7 black circle · f7 black circle · g7 blanques peó · h7 black circle · c6 blanques peó | b8 black circle · c8 black circle · d8 black circle · f8 black circle · g8 black circle · h8 black circle · b7 black circle · c7 black circle · d7 black circle · f7 black circle · g7 blanques peó · h7 black circle · c6 blanques peó | b8 black circle · c8 black circle · d8 black circle · f8 black circle · g8 black circle · h8 black circle · b7 black circle · c7 black circle · d7 black circle · f7 black circle · g7 blanques peó · h7 black circle · c6 blanques peó | b8 black circle · c8 black circle · d8 black circle · f8 black circle · g8 black circle · h8 black circle · b7 black circle · c7 black circle · d7 black circle · f7 black circle · g7 blanques peó · h7 black circle · c6 blanques peó | b8 black circle · c8 black circle · d8 black circle · f8 black circle · g8 black circle · h8 black circle · b7 black circle · c7 black circle · d7 black circle · f7 black circle · g7 blanques peó · h7 black circle · c6 blanques peó | b8 black circle · c8 black circle · d8 black circle · f8 black circle · g8 black circle · h8 black circle · b7 black circle · c7 black circle · d7 black circle · f7 black circle · g7 blanques peó · h7 black circle · c6 blanques peó | b8 black circle · c8 black circle · d8 black circle · f8 black circle · g8 black circle · h8 black circle · b7 black circle · c7 black circle · d7 black circle · f7 black circle · g7 blanques peó · h7 black circle · c6 blanques peó | 3 |
| 2 | b8 black circle · c8 black circle · d8 black circle · f8 black circle · g8 black circle · h8 black circle · b7 black circle · c7 black circle · d7 black circle · f7 black circle · g7 blanques peó · h7 black circle · c6 blanques peó | b8 black circle · c8 black circle · d8 black circle · f8 black circle · g8 black circle · h8 black circle · b7 black circle · c7 black circle · d7 black circle · f7 black circle · g7 blanques peó · h7 black circle · c6 blanques peó | b8 black circle · c8 black circle · d8 black circle · f8 black circle · g8 black circle · h8 black circle · b7 black circle · c7 black circle · d7 black circle · f7 black circle · g7 blanques peó · h7 black circle · c6 blanques peó | b8 black circle · c8 black circle · d8 black circle · f8 black circle · g8 black circle · h8 black circle · b7 black circle · c7 black circle · d7 black circle · f7 black circle · g7 blanques peó · h7 black circle · c6 blanques peó | b8 black circle · c8 black circle · d8 black circle · f8 black circle · g8 black circle · h8 black circle · b7 black circle · c7 black circle · d7 black circle · f7 black circle · g7 blanques peó · h7 black circle · c6 blanques peó | b8 black circle · c8 black circle · d8 black circle · f8 black circle · g8 black circle · h8 black circle · b7 black circle · c7 black circle · d7 black circle · f7 black circle · g7 blanques peó · h7 black circle · c6 blanques peó | b8 black circle · c8 black circle · d8 black circle · f8 black circle · g8 black circle · h8 black circle · b7 black circle · c7 black circle · d7 black circle · f7 black circle · g7 blanques peó · h7 black circle · c6 blanques peó | b8 black circle · c8 black circle · d8 black circle · f8 black circle · g8 black circle · h8 black circle · b7 black circle · c7 black circle · d7 black circle · f7 black circle · g7 blanques peó · h7 black circle · c6 blanques peó | 2 |
| 1 | b8 black circle · c8 black circle · d8 black circle · f8 black circle · g8 black circle · h8 black circle · b7 black circle · c7 black circle · d7 black circle · f7 black circle · g7 blanques peó · h7 black circle · c6 blanques peó | b8 black circle · c8 black circle · d8 black circle · f8 black circle · g8 black circle · h8 black circle · b7 black circle · c7 black circle · d7 black circle · f7 black circle · g7 blanques peó · h7 black circle · c6 blanques peó | b8 black circle · c8 black circle · d8 black circle · f8 black circle · g8 black circle · h8 black circle · b7 black circle · c7 black circle · d7 black circle · f7 black circle · g7 blanques peó · h7 black circle · c6 blanques peó | b8 black circle · c8 black circle · d8 black circle · f8 black circle · g8 black circle · h8 black circle · b7 black circle · c7 black circle · d7 black circle · f7 black circle · g7 blanques peó · h7 black circle · c6 blanques peó | b8 black circle · c8 black circle · d8 black circle · f8 black circle · g8 black circle · h8 black circle · b7 black circle · c7 black circle · d7 black circle · f7 black circle · g7 blanques peó · h7 black circle · c6 blanques peó | b8 black circle · c8 black circle · d8 black circle · f8 black circle · g8 black circle · h8 black circle · b7 black circle · c7 black circle · d7 black circle · f7 black circle · g7 blanques peó · h7 black circle · c6 blanques peó | b8 black circle · c8 black circle · d8 black circle · f8 black circle · g8 black circle · h8 black circle · b7 black circle · c7 black circle · d7 black circle · f7 black circle · g7 blanques peó · h7 black circle · c6 blanques peó | b8 black circle · c8 black circle · d8 black circle · f8 black circle · g8 black circle · h8 black circle · b7 black circle · c7 black circle · d7 black circle · f7 black circle · g7 blanques peó · h7 black circle · c6 blanques peó | 1 |
|   | a | b | c | d | e | f | g | h |   |

Els peons que no siguin de torre tenen més caselles clau. Si el peó és a la segona, tercera, o quarta fila, hi ha altres tres caselles claus - les situades dues caselles al davant del peó i les caselles a la seva esquerra i dreta. Les caselles clau són indicades pels punts negres als diagrames anteriors. Si el peó és a la cinquena o sisena fila, hi ha sis caselles clau: la casella del davant del peó i les caselles a l'esquerra i a la dreta, així com la casella situada dues caselles al davant del peó, i les caselles de la seva esquerra i dreta (vegeu el diagrama del mig). Quan el peó és a la setena fila, les caselles clau són les de la setena i la vuitena files que toquen la casella on hi ha el peó. (vegeu el diagrama de la dreta)
Una manera fàcil de recordar quines són les caselles clau és fixar-se en que si el peó no ha travessat la meitat del tauler, llavors hi ha tres caselles clau, que són dues files endavant. Si el peó és a la cinquena o sisena files, hi ha sis caselles clau, a les dues fileres davant el peó. Si el peó és a la setena fila, les caselles clau són totes les que toquen el peó, a la setena i vuitena files. (Müller & Lamprecht 2007:16–18).

#### Una excepció
|   | a                                                                  | b                                                                  | c                                                                  | d                                                                  | e                                                                  | f                                                                  | g                                                                  | h                                                                  |   |
| 8 | a8 negres rei · c8 black cross · c7 blanques rei · b6 blanques peó | a8 negres rei · c8 black cross · c7 blanques rei · b6 blanques peó | a8 negres rei · c8 black cross · c7 blanques rei · b6 blanques peó | a8 negres rei · c8 black cross · c7 blanques rei · b6 blanques peó | a8 negres rei · c8 black cross · c7 blanques rei · b6 blanques peó | a8 negres rei · c8 black cross · c7 blanques rei · b6 blanques peó | a8 negres rei · c8 black cross · c7 blanques rei · b6 blanques peó | a8 negres rei · c8 black cross · c7 blanques rei · b6 blanques peó | 8 |
| 7 | a8 negres rei · c8 black cross · c7 blanques rei · b6 blanques peó | a8 negres rei · c8 black cross · c7 blanques rei · b6 blanques peó | a8 negres rei · c8 black cross · c7 blanques rei · b6 blanques peó | a8 negres rei · c8 black cross · c7 blanques rei · b6 blanques peó | a8 negres rei · c8 black cross · c7 blanques rei · b6 blanques peó | a8 negres rei · c8 black cross · c7 blanques rei · b6 blanques peó | a8 negres rei · c8 black cross · c7 blanques rei · b6 blanques peó | a8 negres rei · c8 black cross · c7 blanques rei · b6 blanques peó | 7 |
| 6 | a8 negres rei · c8 black cross · c7 blanques rei · b6 blanques peó | a8 negres rei · c8 black cross · c7 blanques rei · b6 blanques peó | a8 negres rei · c8 black cross · c7 blanques rei · b6 blanques peó | a8 negres rei · c8 black cross · c7 blanques rei · b6 blanques peó | a8 negres rei · c8 black cross · c7 blanques rei · b6 blanques peó | a8 negres rei · c8 black cross · c7 blanques rei · b6 blanques peó | a8 negres rei · c8 black cross · c7 blanques rei · b6 blanques peó | a8 negres rei · c8 black cross · c7 blanques rei · b6 blanques peó | 6 |
| 5 | a8 negres rei · c8 black cross · c7 blanques rei · b6 blanques peó | a8 negres rei · c8 black cross · c7 blanques rei · b6 blanques peó | a8 negres rei · c8 black cross · c7 blanques rei · b6 blanques peó | a8 negres rei · c8 black cross · c7 blanques rei · b6 blanques peó | a8 negres rei · c8 black cross · c7 blanques rei · b6 blanques peó | a8 negres rei · c8 black cross · c7 blanques rei · b6 blanques peó | a8 negres rei · c8 black cross · c7 blanques rei · b6 blanques peó | a8 negres rei · c8 black cross · c7 blanques rei · b6 blanques peó | 5 |
| 4 | a8 negres rei · c8 black cross · c7 blanques rei · b6 blanques peó | a8 negres rei · c8 black cross · c7 blanques rei · b6 blanques peó | a8 negres rei · c8 black cross · c7 blanques rei · b6 blanques peó | a8 negres rei · c8 black cross · c7 blanques rei · b6 blanques peó | a8 negres rei · c8 black cross · c7 blanques rei · b6 blanques peó | a8 negres rei · c8 black cross · c7 blanques rei · b6 blanques peó | a8 negres rei · c8 black cross · c7 blanques rei · b6 blanques peó | a8 negres rei · c8 black cross · c7 blanques rei · b6 blanques peó | 4 |
| 3 | a8 negres rei · c8 black cross · c7 blanques rei · b6 blanques peó | a8 negres rei · c8 black cross · c7 blanques rei · b6 blanques peó | a8 negres rei · c8 black cross · c7 blanques rei · b6 blanques peó | a8 negres rei · c8 black cross · c7 blanques rei · b6 blanques peó | a8 negres rei · c8 black cross · c7 blanques rei · b6 blanques peó | a8 negres rei · c8 black cross · c7 blanques rei · b6 blanques peó | a8 negres rei · c8 black cross · c7 blanques rei · b6 blanques peó | a8 negres rei · c8 black cross · c7 blanques rei · b6 blanques peó | 3 |
| 2 | a8 negres rei · c8 black cross · c7 blanques rei · b6 blanques peó | a8 negres rei · c8 black cross · c7 blanques rei · b6 blanques peó | a8 negres rei · c8 black cross · c7 blanques rei · b6 blanques peó | a8 negres rei · c8 black cross · c7 blanques rei · b6 blanques peó | a8 negres rei · c8 black cross · c7 blanques rei · b6 blanques peó | a8 negres rei · c8 black cross · c7 blanques rei · b6 blanques peó | a8 negres rei · c8 black cross · c7 blanques rei · b6 blanques peó | a8 negres rei · c8 black cross · c7 blanques rei · b6 blanques peó | 2 |
| 1 | a8 negres rei · c8 black cross · c7 blanques rei · b6 blanques peó | a8 negres rei · c8 black cross · c7 blanques rei · b6 blanques peó | a8 negres rei · c8 black cross · c7 blanques rei · b6 blanques peó | a8 negres rei · c8 black cross · c7 blanques rei · b6 blanques peó | a8 negres rei · c8 black cross · c7 blanques rei · b6 blanques peó | a8 negres rei · c8 black cross · c7 blanques rei · b6 blanques peó | a8 negres rei · c8 black cross · c7 blanques rei · b6 blanques peó | a8 negres rei · c8 black cross · c7 blanques rei · b6 blanques peó | 1 |
|   | a                                                                  | b                                                                  | c                                                                  | d                                                                  | e                                                                  | f                                                                  | g                                                                  | h                                                                  |   |

Hi ha una excepció a la regla de les caselles clau en cas del peó de cavall, si es troba a la sisena fila, i el rei defensor és a la cantonada. Al diagrama de la dreta, amb el rei blanc ja sigui a la casella on és o bé a la casella indicada amb una "X", la posició és d'ofegat, si el torn és de les negres.

#### Exemple d'una partida
|   | a | b | c | d | e | f | g | h |   |
| 8 | c8 negres rei · a6 black circle · b6 black circle · c6 black circle · b4 blanques peó · c4 blanques rei | c8 negres rei · a6 black circle · b6 black circle · c6 black circle · b4 blanques peó · c4 blanques rei | c8 negres rei · a6 black circle · b6 black circle · c6 black circle · b4 blanques peó · c4 blanques rei | c8 negres rei · a6 black circle · b6 black circle · c6 black circle · b4 blanques peó · c4 blanques rei | c8 negres rei · a6 black circle · b6 black circle · c6 black circle · b4 blanques peó · c4 blanques rei | c8 negres rei · a6 black circle · b6 black circle · c6 black circle · b4 blanques peó · c4 blanques rei | c8 negres rei · a6 black circle · b6 black circle · c6 black circle · b4 blanques peó · c4 blanques rei | c8 negres rei · a6 black circle · b6 black circle · c6 black circle · b4 blanques peó · c4 blanques rei | 8 |
| 7 | c8 negres rei · a6 black circle · b6 black circle · c6 black circle · b4 blanques peó · c4 blanques rei | c8 negres rei · a6 black circle · b6 black circle · c6 black circle · b4 blanques peó · c4 blanques rei | c8 negres rei · a6 black circle · b6 black circle · c6 black circle · b4 blanques peó · c4 blanques rei | c8 negres rei · a6 black circle · b6 black circle · c6 black circle · b4 blanques peó · c4 blanques rei | c8 negres rei · a6 black circle · b6 black circle · c6 black circle · b4 blanques peó · c4 blanques rei | c8 negres rei · a6 black circle · b6 black circle · c6 black circle · b4 blanques peó · c4 blanques rei | c8 negres rei · a6 black circle · b6 black circle · c6 black circle · b4 blanques peó · c4 blanques rei | c8 negres rei · a6 black circle · b6 black circle · c6 black circle · b4 blanques peó · c4 blanques rei | 7 |
| 6 | c8 negres rei · a6 black circle · b6 black circle · c6 black circle · b4 blanques peó · c4 blanques rei | c8 negres rei · a6 black circle · b6 black circle · c6 black circle · b4 blanques peó · c4 blanques rei | c8 negres rei · a6 black circle · b6 black circle · c6 black circle · b4 blanques peó · c4 blanques rei | c8 negres rei · a6 black circle · b6 black circle · c6 black circle · b4 blanques peó · c4 blanques rei | c8 negres rei · a6 black circle · b6 black circle · c6 black circle · b4 blanques peó · c4 blanques rei | c8 negres rei · a6 black circle · b6 black circle · c6 black circle · b4 blanques peó · c4 blanques rei | c8 negres rei · a6 black circle · b6 black circle · c6 black circle · b4 blanques peó · c4 blanques rei | c8 negres rei · a6 black circle · b6 black circle · c6 black circle · b4 blanques peó · c4 blanques rei | 6 |
| 5 | c8 negres rei · a6 black circle · b6 black circle · c6 black circle · b4 blanques peó · c4 blanques rei | c8 negres rei · a6 black circle · b6 black circle · c6 black circle · b4 blanques peó · c4 blanques rei | c8 negres rei · a6 black circle · b6 black circle · c6 black circle · b4 blanques peó · c4 blanques rei | c8 negres rei · a6 black circle · b6 black circle · c6 black circle · b4 blanques peó · c4 blanques rei | c8 negres rei · a6 black circle · b6 black circle · c6 black circle · b4 blanques peó · c4 blanques rei | c8 negres rei · a6 black circle · b6 black circle · c6 black circle · b4 blanques peó · c4 blanques rei | c8 negres rei · a6 black circle · b6 black circle · c6 black circle · b4 blanques peó · c4 blanques rei | c8 negres rei · a6 black circle · b6 black circle · c6 black circle · b4 blanques peó · c4 blanques rei | 5 |
| 4 | c8 negres rei · a6 black circle · b6 black circle · c6 black circle · b4 blanques peó · c4 blanques rei | c8 negres rei · a6 black circle · b6 black circle · c6 black circle · b4 blanques peó · c4 blanques rei | c8 negres rei · a6 black circle · b6 black circle · c6 black circle · b4 blanques peó · c4 blanques rei | c8 negres rei · a6 black circle · b6 black circle · c6 black circle · b4 blanques peó · c4 blanques rei | c8 negres rei · a6 black circle · b6 black circle · c6 black circle · b4 blanques peó · c4 blanques rei | c8 negres rei · a6 black circle · b6 black circle · c6 black circle · b4 blanques peó · c4 blanques rei | c8 negres rei · a6 black circle · b6 black circle · c6 black circle · b4 blanques peó · c4 blanques rei | c8 negres rei · a6 black circle · b6 black circle · c6 black circle · b4 blanques peó · c4 blanques rei | 4 |
| 3 | c8 negres rei · a6 black circle · b6 black circle · c6 black circle · b4 blanques peó · c4 blanques rei | c8 negres rei · a6 black circle · b6 black circle · c6 black circle · b4 blanques peó · c4 blanques rei | c8 negres rei · a6 black circle · b6 black circle · c6 black circle · b4 blanques peó · c4 blanques rei | c8 negres rei · a6 black circle · b6 black circle · c6 black circle · b4 blanques peó · c4 blanques rei | c8 negres rei · a6 black circle · b6 black circle · c6 black circle · b4 blanques peó · c4 blanques rei | c8 negres rei · a6 black circle · b6 black circle · c6 black circle · b4 blanques peó · c4 blanques rei | c8 negres rei · a6 black circle · b6 black circle · c6 black circle · b4 blanques peó · c4 blanques rei | c8 negres rei · a6 black circle · b6 black circle · c6 black circle · b4 blanques peó · c4 blanques rei | 3 |
| 2 | c8 negres rei · a6 black circle · b6 black circle · c6 black circle · b4 blanques peó · c4 blanques rei | c8 negres rei · a6 black circle · b6 black circle · c6 black circle · b4 blanques peó · c4 blanques rei | c8 negres rei · a6 black circle · b6 black circle · c6 black circle · b4 blanques peó · c4 blanques rei | c8 negres rei · a6 black circle · b6 black circle · c6 black circle · b4 blanques peó · c4 blanques rei | c8 negres rei · a6 black circle · b6 black circle · c6 black circle · b4 blanques peó · c4 blanques rei | c8 negres rei · a6 black circle · b6 black circle · c6 black circle · b4 blanques peó · c4 blanques rei | c8 negres rei · a6 black circle · b6 black circle · c6 black circle · b4 blanques peó · c4 blanques rei | c8 negres rei · a6 black circle · b6 black circle · c6 black circle · b4 blanques peó · c4 blanques rei | 2 |
| 1 | c8 negres rei · a6 black circle · b6 black circle · c6 black circle · b4 blanques peó · c4 blanques rei | c8 negres rei · a6 black circle · b6 black circle · c6 black circle · b4 blanques peó · c4 blanques rei | c8 negres rei · a6 black circle · b6 black circle · c6 black circle · b4 blanques peó · c4 blanques rei | c8 negres rei · a6 black circle · b6 black circle · c6 black circle · b4 blanques peó · c4 blanques rei | c8 negres rei · a6 black circle · b6 black circle · c6 black circle · b4 blanques peó · c4 blanques rei | c8 negres rei · a6 black circle · b6 black circle · c6 black circle · b4 blanques peó · c4 blanques rei | c8 negres rei · a6 black circle · b6 black circle · c6 black circle · b4 blanques peó · c4 blanques rei | c8 negres rei · a6 black circle · b6 black circle · c6 black circle · b4 blanques peó · c4 blanques rei | 1 |
|   | a | b | c | d | e | f | g | h |   |

Aquesta posició és d'una partida entre Svetozar Gligorić i Bobby Fischer i il·lustra el tema de les caselles clau. Les negres, que tenen el torn, poden evitar que el rei blanc arribi a una casella clau amb 57... Rb8, de manera que la partida és taules (Müller & Lamprecht 2007:20). Si el rei blanc mogués llavors cap a la cinquena fila, les negres prendrien l'oposició. (Vegeu Oposició (escacs)#Exemple per més detalls sobre aquesta partida.)

## Peons bloquejats
|   | a | b | c | d | e | f | g | h |   |
| 8 | a8 negres rei · a6 white circle · b6 negres peó · c6 white circle · d6 white circle · e6 white circle · a5 black circle · b5 blanques peó · c5 black circle · d5 black circle · e5 black circle · h2 blanques rei | a8 negres rei · a6 white circle · b6 negres peó · c6 white circle · d6 white circle · e6 white circle · a5 black circle · b5 blanques peó · c5 black circle · d5 black circle · e5 black circle · h2 blanques rei | a8 negres rei · a6 white circle · b6 negres peó · c6 white circle · d6 white circle · e6 white circle · a5 black circle · b5 blanques peó · c5 black circle · d5 black circle · e5 black circle · h2 blanques rei | a8 negres rei · a6 white circle · b6 negres peó · c6 white circle · d6 white circle · e6 white circle · a5 black circle · b5 blanques peó · c5 black circle · d5 black circle · e5 black circle · h2 blanques rei | a8 negres rei · a6 white circle · b6 negres peó · c6 white circle · d6 white circle · e6 white circle · a5 black circle · b5 blanques peó · c5 black circle · d5 black circle · e5 black circle · h2 blanques rei | a8 negres rei · a6 white circle · b6 negres peó · c6 white circle · d6 white circle · e6 white circle · a5 black circle · b5 blanques peó · c5 black circle · d5 black circle · e5 black circle · h2 blanques rei | a8 negres rei · a6 white circle · b6 negres peó · c6 white circle · d6 white circle · e6 white circle · a5 black circle · b5 blanques peó · c5 black circle · d5 black circle · e5 black circle · h2 blanques rei | a8 negres rei · a6 white circle · b6 negres peó · c6 white circle · d6 white circle · e6 white circle · a5 black circle · b5 blanques peó · c5 black circle · d5 black circle · e5 black circle · h2 blanques rei | 8 |
| 7 | a8 negres rei · a6 white circle · b6 negres peó · c6 white circle · d6 white circle · e6 white circle · a5 black circle · b5 blanques peó · c5 black circle · d5 black circle · e5 black circle · h2 blanques rei | a8 negres rei · a6 white circle · b6 negres peó · c6 white circle · d6 white circle · e6 white circle · a5 black circle · b5 blanques peó · c5 black circle · d5 black circle · e5 black circle · h2 blanques rei | a8 negres rei · a6 white circle · b6 negres peó · c6 white circle · d6 white circle · e6 white circle · a5 black circle · b5 blanques peó · c5 black circle · d5 black circle · e5 black circle · h2 blanques rei | a8 negres rei · a6 white circle · b6 negres peó · c6 white circle · d6 white circle · e6 white circle · a5 black circle · b5 blanques peó · c5 black circle · d5 black circle · e5 black circle · h2 blanques rei | a8 negres rei · a6 white circle · b6 negres peó · c6 white circle · d6 white circle · e6 white circle · a5 black circle · b5 blanques peó · c5 black circle · d5 black circle · e5 black circle · h2 blanques rei | a8 negres rei · a6 white circle · b6 negres peó · c6 white circle · d6 white circle · e6 white circle · a5 black circle · b5 blanques peó · c5 black circle · d5 black circle · e5 black circle · h2 blanques rei | a8 negres rei · a6 white circle · b6 negres peó · c6 white circle · d6 white circle · e6 white circle · a5 black circle · b5 blanques peó · c5 black circle · d5 black circle · e5 black circle · h2 blanques rei | a8 negres rei · a6 white circle · b6 negres peó · c6 white circle · d6 white circle · e6 white circle · a5 black circle · b5 blanques peó · c5 black circle · d5 black circle · e5 black circle · h2 blanques rei | 7 |
| 6 | a8 negres rei · a6 white circle · b6 negres peó · c6 white circle · d6 white circle · e6 white circle · a5 black circle · b5 blanques peó · c5 black circle · d5 black circle · e5 black circle · h2 blanques rei | a8 negres rei · a6 white circle · b6 negres peó · c6 white circle · d6 white circle · e6 white circle · a5 black circle · b5 blanques peó · c5 black circle · d5 black circle · e5 black circle · h2 blanques rei | a8 negres rei · a6 white circle · b6 negres peó · c6 white circle · d6 white circle · e6 white circle · a5 black circle · b5 blanques peó · c5 black circle · d5 black circle · e5 black circle · h2 blanques rei | a8 negres rei · a6 white circle · b6 negres peó · c6 white circle · d6 white circle · e6 white circle · a5 black circle · b5 blanques peó · c5 black circle · d5 black circle · e5 black circle · h2 blanques rei | a8 negres rei · a6 white circle · b6 negres peó · c6 white circle · d6 white circle · e6 white circle · a5 black circle · b5 blanques peó · c5 black circle · d5 black circle · e5 black circle · h2 blanques rei | a8 negres rei · a6 white circle · b6 negres peó · c6 white circle · d6 white circle · e6 white circle · a5 black circle · b5 blanques peó · c5 black circle · d5 black circle · e5 black circle · h2 blanques rei | a8 negres rei · a6 white circle · b6 negres peó · c6 white circle · d6 white circle · e6 white circle · a5 black circle · b5 blanques peó · c5 black circle · d5 black circle · e5 black circle · h2 blanques rei | a8 negres rei · a6 white circle · b6 negres peó · c6 white circle · d6 white circle · e6 white circle · a5 black circle · b5 blanques peó · c5 black circle · d5 black circle · e5 black circle · h2 blanques rei | 6 |
| 5 | a8 negres rei · a6 white circle · b6 negres peó · c6 white circle · d6 white circle · e6 white circle · a5 black circle · b5 blanques peó · c5 black circle · d5 black circle · e5 black circle · h2 blanques rei | a8 negres rei · a6 white circle · b6 negres peó · c6 white circle · d6 white circle · e6 white circle · a5 black circle · b5 blanques peó · c5 black circle · d5 black circle · e5 black circle · h2 blanques rei | a8 negres rei · a6 white circle · b6 negres peó · c6 white circle · d6 white circle · e6 white circle · a5 black circle · b5 blanques peó · c5 black circle · d5 black circle · e5 black circle · h2 blanques rei | a8 negres rei · a6 white circle · b6 negres peó · c6 white circle · d6 white circle · e6 white circle · a5 black circle · b5 blanques peó · c5 black circle · d5 black circle · e5 black circle · h2 blanques rei | a8 negres rei · a6 white circle · b6 negres peó · c6 white circle · d6 white circle · e6 white circle · a5 black circle · b5 blanques peó · c5 black circle · d5 black circle · e5 black circle · h2 blanques rei | a8 negres rei · a6 white circle · b6 negres peó · c6 white circle · d6 white circle · e6 white circle · a5 black circle · b5 blanques peó · c5 black circle · d5 black circle · e5 black circle · h2 blanques rei | a8 negres rei · a6 white circle · b6 negres peó · c6 white circle · d6 white circle · e6 white circle · a5 black circle · b5 blanques peó · c5 black circle · d5 black circle · e5 black circle · h2 blanques rei | a8 negres rei · a6 white circle · b6 negres peó · c6 white circle · d6 white circle · e6 white circle · a5 black circle · b5 blanques peó · c5 black circle · d5 black circle · e5 black circle · h2 blanques rei | 5 |
| 4 | a8 negres rei · a6 white circle · b6 negres peó · c6 white circle · d6 white circle · e6 white circle · a5 black circle · b5 blanques peó · c5 black circle · d5 black circle · e5 black circle · h2 blanques rei | a8 negres rei · a6 white circle · b6 negres peó · c6 white circle · d6 white circle · e6 white circle · a5 black circle · b5 blanques peó · c5 black circle · d5 black circle · e5 black circle · h2 blanques rei | a8 negres rei · a6 white circle · b6 negres peó · c6 white circle · d6 white circle · e6 white circle · a5 black circle · b5 blanques peó · c5 black circle · d5 black circle · e5 black circle · h2 blanques rei | a8 negres rei · a6 white circle · b6 negres peó · c6 white circle · d6 white circle · e6 white circle · a5 black circle · b5 blanques peó · c5 black circle · d5 black circle · e5 black circle · h2 blanques rei | a8 negres rei · a6 white circle · b6 negres peó · c6 white circle · d6 white circle · e6 white circle · a5 black circle · b5 blanques peó · c5 black circle · d5 black circle · e5 black circle · h2 blanques rei | a8 negres rei · a6 white circle · b6 negres peó · c6 white circle · d6 white circle · e6 white circle · a5 black circle · b5 blanques peó · c5 black circle · d5 black circle · e5 black circle · h2 blanques rei | a8 negres rei · a6 white circle · b6 negres peó · c6 white circle · d6 white circle · e6 white circle · a5 black circle · b5 blanques peó · c5 black circle · d5 black circle · e5 black circle · h2 blanques rei | a8 negres rei · a6 white circle · b6 negres peó · c6 white circle · d6 white circle · e6 white circle · a5 black circle · b5 blanques peó · c5 black circle · d5 black circle · e5 black circle · h2 blanques rei | 4 |
| 3 | a8 negres rei · a6 white circle · b6 negres peó · c6 white circle · d6 white circle · e6 white circle · a5 black circle · b5 blanques peó · c5 black circle · d5 black circle · e5 black circle · h2 blanques rei | a8 negres rei · a6 white circle · b6 negres peó · c6 white circle · d6 white circle · e6 white circle · a5 black circle · b5 blanques peó · c5 black circle · d5 black circle · e5 black circle · h2 blanques rei | a8 negres rei · a6 white circle · b6 negres peó · c6 white circle · d6 white circle · e6 white circle · a5 black circle · b5 blanques peó · c5 black circle · d5 black circle · e5 black circle · h2 blanques rei | a8 negres rei · a6 white circle · b6 negres peó · c6 white circle · d6 white circle · e6 white circle · a5 black circle · b5 blanques peó · c5 black circle · d5 black circle · e5 black circle · h2 blanques rei | a8 negres rei · a6 white circle · b6 negres peó · c6 white circle · d6 white circle · e6 white circle · a5 black circle · b5 blanques peó · c5 black circle · d5 black circle · e5 black circle · h2 blanques rei | a8 negres rei · a6 white circle · b6 negres peó · c6 white circle · d6 white circle · e6 white circle · a5 black circle · b5 blanques peó · c5 black circle · d5 black circle · e5 black circle · h2 blanques rei | a8 negres rei · a6 white circle · b6 negres peó · c6 white circle · d6 white circle · e6 white circle · a5 black circle · b5 blanques peó · c5 black circle · d5 black circle · e5 black circle · h2 blanques rei | a8 negres rei · a6 white circle · b6 negres peó · c6 white circle · d6 white circle · e6 white circle · a5 black circle · b5 blanques peó · c5 black circle · d5 black circle · e5 black circle · h2 blanques rei | 3 |
| 2 | a8 negres rei · a6 white circle · b6 negres peó · c6 white circle · d6 white circle · e6 white circle · a5 black circle · b5 blanques peó · c5 black circle · d5 black circle · e5 black circle · h2 blanques rei | a8 negres rei · a6 white circle · b6 negres peó · c6 white circle · d6 white circle · e6 white circle · a5 black circle · b5 blanques peó · c5 black circle · d5 black circle · e5 black circle · h2 blanques rei | a8 negres rei · a6 white circle · b6 negres peó · c6 white circle · d6 white circle · e6 white circle · a5 black circle · b5 blanques peó · c5 black circle · d5 black circle · e5 black circle · h2 blanques rei | a8 negres rei · a6 white circle · b6 negres peó · c6 white circle · d6 white circle · e6 white circle · a5 black circle · b5 blanques peó · c5 black circle · d5 black circle · e5 black circle · h2 blanques rei | a8 negres rei · a6 white circle · b6 negres peó · c6 white circle · d6 white circle · e6 white circle · a5 black circle · b5 blanques peó · c5 black circle · d5 black circle · e5 black circle · h2 blanques rei | a8 negres rei · a6 white circle · b6 negres peó · c6 white circle · d6 white circle · e6 white circle · a5 black circle · b5 blanques peó · c5 black circle · d5 black circle · e5 black circle · h2 blanques rei | a8 negres rei · a6 white circle · b6 negres peó · c6 white circle · d6 white circle · e6 white circle · a5 black circle · b5 blanques peó · c5 black circle · d5 black circle · e5 black circle · h2 blanques rei | a8 negres rei · a6 white circle · b6 negres peó · c6 white circle · d6 white circle · e6 white circle · a5 black circle · b5 blanques peó · c5 black circle · d5 black circle · e5 black circle · h2 blanques rei | 2 |
| 1 | a8 negres rei · a6 white circle · b6 negres peó · c6 white circle · d6 white circle · e6 white circle · a5 black circle · b5 blanques peó · c5 black circle · d5 black circle · e5 black circle · h2 blanques rei | a8 negres rei · a6 white circle · b6 negres peó · c6 white circle · d6 white circle · e6 white circle · a5 black circle · b5 blanques peó · c5 black circle · d5 black circle · e5 black circle · h2 blanques rei | a8 negres rei · a6 white circle · b6 negres peó · c6 white circle · d6 white circle · e6 white circle · a5 black circle · b5 blanques peó · c5 black circle · d5 black circle · e5 black circle · h2 blanques rei | a8 negres rei · a6 white circle · b6 negres peó · c6 white circle · d6 white circle · e6 white circle · a5 black circle · b5 blanques peó · c5 black circle · d5 black circle · e5 black circle · h2 blanques rei | a8 negres rei · a6 white circle · b6 negres peó · c6 white circle · d6 white circle · e6 white circle · a5 black circle · b5 blanques peó · c5 black circle · d5 black circle · e5 black circle · h2 blanques rei | a8 negres rei · a6 white circle · b6 negres peó · c6 white circle · d6 white circle · e6 white circle · a5 black circle · b5 blanques peó · c5 black circle · d5 black circle · e5 black circle · h2 blanques rei | a8 negres rei · a6 white circle · b6 negres peó · c6 white circle · d6 white circle · e6 white circle · a5 black circle · b5 blanques peó · c5 black circle · d5 black circle · e5 black circle · h2 blanques rei | a8 negres rei · a6 white circle · b6 negres peó · c6 white circle · d6 white circle · e6 white circle · a5 black circle · b5 blanques peó · c5 black circle · d5 black circle · e5 black circle · h2 blanques rei | 1 |
|   | a | b | c | d | e | f | g | h |   |

En una posició amb un parell de peons bloquejats (peons oposats a la mateixa columna), les caselles clau s'estenen tres columnes a cada banda del peó del rival. En aquesta posició, el primer rei que assoleixi una de les caselles clau guanyarà el peó rival i protegirà el seu propi. A despit que el rei blanc és molt més lluny dels peons, les blanques guanyen si mouen primer:
1. Rg3! Rb7
2. Rf4 Rc7
3. Re5 Rd7
4. Rd5 Rc7
5. Re6 El rei blanc assoleix una casella clau.
5.... Rc8
6. Rd6 Rb7
7. Rd7 Rb8
8. Rc6 Ra7
9. Rc7 Ra8
10. Rxb6 i les blanques guanyen (vegeu final de rei i peó contra rei) (de la Villa 2008:172–73).
|   | a | b | c | d | e | f | g | h |   |
| 8 | c7 blanques rei · d7 black cross · b6 white circle · c6 white circle · d6 white circle · e6 negres peó · f6 white circle · g6 white circle · h6 white circle · b5 black circle · c5 black circle · d5 black circle · e5 blanques peó · f5 black circle · g5 black circle · h5 black circle · f4 black cross · g4 negres rei | c7 blanques rei · d7 black cross · b6 white circle · c6 white circle · d6 white circle · e6 negres peó · f6 white circle · g6 white circle · h6 white circle · b5 black circle · c5 black circle · d5 black circle · e5 blanques peó · f5 black circle · g5 black circle · h5 black circle · f4 black cross · g4 negres rei | c7 blanques rei · d7 black cross · b6 white circle · c6 white circle · d6 white circle · e6 negres peó · f6 white circle · g6 white circle · h6 white circle · b5 black circle · c5 black circle · d5 black circle · e5 blanques peó · f5 black circle · g5 black circle · h5 black circle · f4 black cross · g4 negres rei | c7 blanques rei · d7 black cross · b6 white circle · c6 white circle · d6 white circle · e6 negres peó · f6 white circle · g6 white circle · h6 white circle · b5 black circle · c5 black circle · d5 black circle · e5 blanques peó · f5 black circle · g5 black circle · h5 black circle · f4 black cross · g4 negres rei | c7 blanques rei · d7 black cross · b6 white circle · c6 white circle · d6 white circle · e6 negres peó · f6 white circle · g6 white circle · h6 white circle · b5 black circle · c5 black circle · d5 black circle · e5 blanques peó · f5 black circle · g5 black circle · h5 black circle · f4 black cross · g4 negres rei | c7 blanques rei · d7 black cross · b6 white circle · c6 white circle · d6 white circle · e6 negres peó · f6 white circle · g6 white circle · h6 white circle · b5 black circle · c5 black circle · d5 black circle · e5 blanques peó · f5 black circle · g5 black circle · h5 black circle · f4 black cross · g4 negres rei | c7 blanques rei · d7 black cross · b6 white circle · c6 white circle · d6 white circle · e6 negres peó · f6 white circle · g6 white circle · h6 white circle · b5 black circle · c5 black circle · d5 black circle · e5 blanques peó · f5 black circle · g5 black circle · h5 black circle · f4 black cross · g4 negres rei | c7 blanques rei · d7 black cross · b6 white circle · c6 white circle · d6 white circle · e6 negres peó · f6 white circle · g6 white circle · h6 white circle · b5 black circle · c5 black circle · d5 black circle · e5 blanques peó · f5 black circle · g5 black circle · h5 black circle · f4 black cross · g4 negres rei | 8 |
| 7 | c7 blanques rei · d7 black cross · b6 white circle · c6 white circle · d6 white circle · e6 negres peó · f6 white circle · g6 white circle · h6 white circle · b5 black circle · c5 black circle · d5 black circle · e5 blanques peó · f5 black circle · g5 black circle · h5 black circle · f4 black cross · g4 negres rei | c7 blanques rei · d7 black cross · b6 white circle · c6 white circle · d6 white circle · e6 negres peó · f6 white circle · g6 white circle · h6 white circle · b5 black circle · c5 black circle · d5 black circle · e5 blanques peó · f5 black circle · g5 black circle · h5 black circle · f4 black cross · g4 negres rei | c7 blanques rei · d7 black cross · b6 white circle · c6 white circle · d6 white circle · e6 negres peó · f6 white circle · g6 white circle · h6 white circle · b5 black circle · c5 black circle · d5 black circle · e5 blanques peó · f5 black circle · g5 black circle · h5 black circle · f4 black cross · g4 negres rei | c7 blanques rei · d7 black cross · b6 white circle · c6 white circle · d6 white circle · e6 negres peó · f6 white circle · g6 white circle · h6 white circle · b5 black circle · c5 black circle · d5 black circle · e5 blanques peó · f5 black circle · g5 black circle · h5 black circle · f4 black cross · g4 negres rei | c7 blanques rei · d7 black cross · b6 white circle · c6 white circle · d6 white circle · e6 negres peó · f6 white circle · g6 white circle · h6 white circle · b5 black circle · c5 black circle · d5 black circle · e5 blanques peó · f5 black circle · g5 black circle · h5 black circle · f4 black cross · g4 negres rei | c7 blanques rei · d7 black cross · b6 white circle · c6 white circle · d6 white circle · e6 negres peó · f6 white circle · g6 white circle · h6 white circle · b5 black circle · c5 black circle · d5 black circle · e5 blanques peó · f5 black circle · g5 black circle · h5 black circle · f4 black cross · g4 negres rei | c7 blanques rei · d7 black cross · b6 white circle · c6 white circle · d6 white circle · e6 negres peó · f6 white circle · g6 white circle · h6 white circle · b5 black circle · c5 black circle · d5 black circle · e5 blanques peó · f5 black circle · g5 black circle · h5 black circle · f4 black cross · g4 negres rei | c7 blanques rei · d7 black cross · b6 white circle · c6 white circle · d6 white circle · e6 negres peó · f6 white circle · g6 white circle · h6 white circle · b5 black circle · c5 black circle · d5 black circle · e5 blanques peó · f5 black circle · g5 black circle · h5 black circle · f4 black cross · g4 negres rei | 7 |
| 6 | c7 blanques rei · d7 black cross · b6 white circle · c6 white circle · d6 white circle · e6 negres peó · f6 white circle · g6 white circle · h6 white circle · b5 black circle · c5 black circle · d5 black circle · e5 blanques peó · f5 black circle · g5 black circle · h5 black circle · f4 black cross · g4 negres rei | c7 blanques rei · d7 black cross · b6 white circle · c6 white circle · d6 white circle · e6 negres peó · f6 white circle · g6 white circle · h6 white circle · b5 black circle · c5 black circle · d5 black circle · e5 blanques peó · f5 black circle · g5 black circle · h5 black circle · f4 black cross · g4 negres rei | c7 blanques rei · d7 black cross · b6 white circle · c6 white circle · d6 white circle · e6 negres peó · f6 white circle · g6 white circle · h6 white circle · b5 black circle · c5 black circle · d5 black circle · e5 blanques peó · f5 black circle · g5 black circle · h5 black circle · f4 black cross · g4 negres rei | c7 blanques rei · d7 black cross · b6 white circle · c6 white circle · d6 white circle · e6 negres peó · f6 white circle · g6 white circle · h6 white circle · b5 black circle · c5 black circle · d5 black circle · e5 blanques peó · f5 black circle · g5 black circle · h5 black circle · f4 black cross · g4 negres rei | c7 blanques rei · d7 black cross · b6 white circle · c6 white circle · d6 white circle · e6 negres peó · f6 white circle · g6 white circle · h6 white circle · b5 black circle · c5 black circle · d5 black circle · e5 blanques peó · f5 black circle · g5 black circle · h5 black circle · f4 black cross · g4 negres rei | c7 blanques rei · d7 black cross · b6 white circle · c6 white circle · d6 white circle · e6 negres peó · f6 white circle · g6 white circle · h6 white circle · b5 black circle · c5 black circle · d5 black circle · e5 blanques peó · f5 black circle · g5 black circle · h5 black circle · f4 black cross · g4 negres rei | c7 blanques rei · d7 black cross · b6 white circle · c6 white circle · d6 white circle · e6 negres peó · f6 white circle · g6 white circle · h6 white circle · b5 black circle · c5 black circle · d5 black circle · e5 blanques peó · f5 black circle · g5 black circle · h5 black circle · f4 black cross · g4 negres rei | c7 blanques rei · d7 black cross · b6 white circle · c6 white circle · d6 white circle · e6 negres peó · f6 white circle · g6 white circle · h6 white circle · b5 black circle · c5 black circle · d5 black circle · e5 blanques peó · f5 black circle · g5 black circle · h5 black circle · f4 black cross · g4 negres rei | 6 |
| 5 | c7 blanques rei · d7 black cross · b6 white circle · c6 white circle · d6 white circle · e6 negres peó · f6 white circle · g6 white circle · h6 white circle · b5 black circle · c5 black circle · d5 black circle · e5 blanques peó · f5 black circle · g5 black circle · h5 black circle · f4 black cross · g4 negres rei | c7 blanques rei · d7 black cross · b6 white circle · c6 white circle · d6 white circle · e6 negres peó · f6 white circle · g6 white circle · h6 white circle · b5 black circle · c5 black circle · d5 black circle · e5 blanques peó · f5 black circle · g5 black circle · h5 black circle · f4 black cross · g4 negres rei | c7 blanques rei · d7 black cross · b6 white circle · c6 white circle · d6 white circle · e6 negres peó · f6 white circle · g6 white circle · h6 white circle · b5 black circle · c5 black circle · d5 black circle · e5 blanques peó · f5 black circle · g5 black circle · h5 black circle · f4 black cross · g4 negres rei | c7 blanques rei · d7 black cross · b6 white circle · c6 white circle · d6 white circle · e6 negres peó · f6 white circle · g6 white circle · h6 white circle · b5 black circle · c5 black circle · d5 black circle · e5 blanques peó · f5 black circle · g5 black circle · h5 black circle · f4 black cross · g4 negres rei | c7 blanques rei · d7 black cross · b6 white circle · c6 white circle · d6 white circle · e6 negres peó · f6 white circle · g6 white circle · h6 white circle · b5 black circle · c5 black circle · d5 black circle · e5 blanques peó · f5 black circle · g5 black circle · h5 black circle · f4 black cross · g4 negres rei | c7 blanques rei · d7 black cross · b6 white circle · c6 white circle · d6 white circle · e6 negres peó · f6 white circle · g6 white circle · h6 white circle · b5 black circle · c5 black circle · d5 black circle · e5 blanques peó · f5 black circle · g5 black circle · h5 black circle · f4 black cross · g4 negres rei | c7 blanques rei · d7 black cross · b6 white circle · c6 white circle · d6 white circle · e6 negres peó · f6 white circle · g6 white circle · h6 white circle · b5 black circle · c5 black circle · d5 black circle · e5 blanques peó · f5 black circle · g5 black circle · h5 black circle · f4 black cross · g4 negres rei | c7 blanques rei · d7 black cross · b6 white circle · c6 white circle · d6 white circle · e6 negres peó · f6 white circle · g6 white circle · h6 white circle · b5 black circle · c5 black circle · d5 black circle · e5 blanques peó · f5 black circle · g5 black circle · h5 black circle · f4 black cross · g4 negres rei | 5 |
| 4 | c7 blanques rei · d7 black cross · b6 white circle · c6 white circle · d6 white circle · e6 negres peó · f6 white circle · g6 white circle · h6 white circle · b5 black circle · c5 black circle · d5 black circle · e5 blanques peó · f5 black circle · g5 black circle · h5 black circle · f4 black cross · g4 negres rei | c7 blanques rei · d7 black cross · b6 white circle · c6 white circle · d6 white circle · e6 negres peó · f6 white circle · g6 white circle · h6 white circle · b5 black circle · c5 black circle · d5 black circle · e5 blanques peó · f5 black circle · g5 black circle · h5 black circle · f4 black cross · g4 negres rei | c7 blanques rei · d7 black cross · b6 white circle · c6 white circle · d6 white circle · e6 negres peó · f6 white circle · g6 white circle · h6 white circle · b5 black circle · c5 black circle · d5 black circle · e5 blanques peó · f5 black circle · g5 black circle · h5 black circle · f4 black cross · g4 negres rei | c7 blanques rei · d7 black cross · b6 white circle · c6 white circle · d6 white circle · e6 negres peó · f6 white circle · g6 white circle · h6 white circle · b5 black circle · c5 black circle · d5 black circle · e5 blanques peó · f5 black circle · g5 black circle · h5 black circle · f4 black cross · g4 negres rei | c7 blanques rei · d7 black cross · b6 white circle · c6 white circle · d6 white circle · e6 negres peó · f6 white circle · g6 white circle · h6 white circle · b5 black circle · c5 black circle · d5 black circle · e5 blanques peó · f5 black circle · g5 black circle · h5 black circle · f4 black cross · g4 negres rei | c7 blanques rei · d7 black cross · b6 white circle · c6 white circle · d6 white circle · e6 negres peó · f6 white circle · g6 white circle · h6 white circle · b5 black circle · c5 black circle · d5 black circle · e5 blanques peó · f5 black circle · g5 black circle · h5 black circle · f4 black cross · g4 negres rei | c7 blanques rei · d7 black cross · b6 white circle · c6 white circle · d6 white circle · e6 negres peó · f6 white circle · g6 white circle · h6 white circle · b5 black circle · c5 black circle · d5 black circle · e5 blanques peó · f5 black circle · g5 black circle · h5 black circle · f4 black cross · g4 negres rei | c7 blanques rei · d7 black cross · b6 white circle · c6 white circle · d6 white circle · e6 negres peó · f6 white circle · g6 white circle · h6 white circle · b5 black circle · c5 black circle · d5 black circle · e5 blanques peó · f5 black circle · g5 black circle · h5 black circle · f4 black cross · g4 negres rei | 4 |
| 3 | c7 blanques rei · d7 black cross · b6 white circle · c6 white circle · d6 white circle · e6 negres peó · f6 white circle · g6 white circle · h6 white circle · b5 black circle · c5 black circle · d5 black circle · e5 blanques peó · f5 black circle · g5 black circle · h5 black circle · f4 black cross · g4 negres rei | c7 blanques rei · d7 black cross · b6 white circle · c6 white circle · d6 white circle · e6 negres peó · f6 white circle · g6 white circle · h6 white circle · b5 black circle · c5 black circle · d5 black circle · e5 blanques peó · f5 black circle · g5 black circle · h5 black circle · f4 black cross · g4 negres rei | c7 blanques rei · d7 black cross · b6 white circle · c6 white circle · d6 white circle · e6 negres peó · f6 white circle · g6 white circle · h6 white circle · b5 black circle · c5 black circle · d5 black circle · e5 blanques peó · f5 black circle · g5 black circle · h5 black circle · f4 black cross · g4 negres rei | c7 blanques rei · d7 black cross · b6 white circle · c6 white circle · d6 white circle · e6 negres peó · f6 white circle · g6 white circle · h6 white circle · b5 black circle · c5 black circle · d5 black circle · e5 blanques peó · f5 black circle · g5 black circle · h5 black circle · f4 black cross · g4 negres rei | c7 blanques rei · d7 black cross · b6 white circle · c6 white circle · d6 white circle · e6 negres peó · f6 white circle · g6 white circle · h6 white circle · b5 black circle · c5 black circle · d5 black circle · e5 blanques peó · f5 black circle · g5 black circle · h5 black circle · f4 black cross · g4 negres rei | c7 blanques rei · d7 black cross · b6 white circle · c6 white circle · d6 white circle · e6 negres peó · f6 white circle · g6 white circle · h6 white circle · b5 black circle · c5 black circle · d5 black circle · e5 blanques peó · f5 black circle · g5 black circle · h5 black circle · f4 black cross · g4 negres rei | c7 blanques rei · d7 black cross · b6 white circle · c6 white circle · d6 white circle · e6 negres peó · f6 white circle · g6 white circle · h6 white circle · b5 black circle · c5 black circle · d5 black circle · e5 blanques peó · f5 black circle · g5 black circle · h5 black circle · f4 black cross · g4 negres rei | c7 blanques rei · d7 black cross · b6 white circle · c6 white circle · d6 white circle · e6 negres peó · f6 white circle · g6 white circle · h6 white circle · b5 black circle · c5 black circle · d5 black circle · e5 blanques peó · f5 black circle · g5 black circle · h5 black circle · f4 black cross · g4 negres rei | 3 |
| 2 | c7 blanques rei · d7 black cross · b6 white circle · c6 white circle · d6 white circle · e6 negres peó · f6 white circle · g6 white circle · h6 white circle · b5 black circle · c5 black circle · d5 black circle · e5 blanques peó · f5 black circle · g5 black circle · h5 black circle · f4 black cross · g4 negres rei | c7 blanques rei · d7 black cross · b6 white circle · c6 white circle · d6 white circle · e6 negres peó · f6 white circle · g6 white circle · h6 white circle · b5 black circle · c5 black circle · d5 black circle · e5 blanques peó · f5 black circle · g5 black circle · h5 black circle · f4 black cross · g4 negres rei | c7 blanques rei · d7 black cross · b6 white circle · c6 white circle · d6 white circle · e6 negres peó · f6 white circle · g6 white circle · h6 white circle · b5 black circle · c5 black circle · d5 black circle · e5 blanques peó · f5 black circle · g5 black circle · h5 black circle · f4 black cross · g4 negres rei | c7 blanques rei · d7 black cross · b6 white circle · c6 white circle · d6 white circle · e6 negres peó · f6 white circle · g6 white circle · h6 white circle · b5 black circle · c5 black circle · d5 black circle · e5 blanques peó · f5 black circle · g5 black circle · h5 black circle · f4 black cross · g4 negres rei | c7 blanques rei · d7 black cross · b6 white circle · c6 white circle · d6 white circle · e6 negres peó · f6 white circle · g6 white circle · h6 white circle · b5 black circle · c5 black circle · d5 black circle · e5 blanques peó · f5 black circle · g5 black circle · h5 black circle · f4 black cross · g4 negres rei | c7 blanques rei · d7 black cross · b6 white circle · c6 white circle · d6 white circle · e6 negres peó · f6 white circle · g6 white circle · h6 white circle · b5 black circle · c5 black circle · d5 black circle · e5 blanques peó · f5 black circle · g5 black circle · h5 black circle · f4 black cross · g4 negres rei | c7 blanques rei · d7 black cross · b6 white circle · c6 white circle · d6 white circle · e6 negres peó · f6 white circle · g6 white circle · h6 white circle · b5 black circle · c5 black circle · d5 black circle · e5 blanques peó · f5 black circle · g5 black circle · h5 black circle · f4 black cross · g4 negres rei | c7 blanques rei · d7 black cross · b6 white circle · c6 white circle · d6 white circle · e6 negres peó · f6 white circle · g6 white circle · h6 white circle · b5 black circle · c5 black circle · d5 black circle · e5 blanques peó · f5 black circle · g5 black circle · h5 black circle · f4 black cross · g4 negres rei | 2 |
| 1 | c7 blanques rei · d7 black cross · b6 white circle · c6 white circle · d6 white circle · e6 negres peó · f6 white circle · g6 white circle · h6 white circle · b5 black circle · c5 black circle · d5 black circle · e5 blanques peó · f5 black circle · g5 black circle · h5 black circle · f4 black cross · g4 negres rei | c7 blanques rei · d7 black cross · b6 white circle · c6 white circle · d6 white circle · e6 negres peó · f6 white circle · g6 white circle · h6 white circle · b5 black circle · c5 black circle · d5 black circle · e5 blanques peó · f5 black circle · g5 black circle · h5 black circle · f4 black cross · g4 negres rei | c7 blanques rei · d7 black cross · b6 white circle · c6 white circle · d6 white circle · e6 negres peó · f6 white circle · g6 white circle · h6 white circle · b5 black circle · c5 black circle · d5 black circle · e5 blanques peó · f5 black circle · g5 black circle · h5 black circle · f4 black cross · g4 negres rei | c7 blanques rei · d7 black cross · b6 white circle · c6 white circle · d6 white circle · e6 negres peó · f6 white circle · g6 white circle · h6 white circle · b5 black circle · c5 black circle · d5 black circle · e5 blanques peó · f5 black circle · g5 black circle · h5 black circle · f4 black cross · g4 negres rei | c7 blanques rei · d7 black cross · b6 white circle · c6 white circle · d6 white circle · e6 negres peó · f6 white circle · g6 white circle · h6 white circle · b5 black circle · c5 black circle · d5 black circle · e5 blanques peó · f5 black circle · g5 black circle · h5 black circle · f4 black cross · g4 negres rei | c7 blanques rei · d7 black cross · b6 white circle · c6 white circle · d6 white circle · e6 negres peó · f6 white circle · g6 white circle · h6 white circle · b5 black circle · c5 black circle · d5 black circle · e5 blanques peó · f5 black circle · g5 black circle · h5 black circle · f4 black cross · g4 negres rei | c7 blanques rei · d7 black cross · b6 white circle · c6 white circle · d6 white circle · e6 negres peó · f6 white circle · g6 white circle · h6 white circle · b5 black circle · c5 black circle · d5 black circle · e5 blanques peó · f5 black circle · g5 black circle · h5 black circle · f4 black cross · g4 negres rei | c7 blanques rei · d7 black cross · b6 white circle · c6 white circle · d6 white circle · e6 negres peó · f6 white circle · g6 white circle · h6 white circle · b5 black circle · c5 black circle · d5 black circle · e5 blanques peó · f5 black circle · g5 black circle · h5 black circle · f4 black cross · g4 negres rei | 1 |
|   | a | b | c | d | e | f | g | h |   |

Quan ambdós reis poden assolir una casella clau, es produeix una posició de zugzwang mutu. El primer rei que mogui s'ha de situar a la casella marcada amb "x", i reservar-se l'accés a les caselles que ataquen el peó rival i defensen el propi. Si és el torn de les blanques:
1. Rd7! (l'únic moviment guanyador, qualsevol altre, perdria. Per exemple, si 1. Rd6?? llavors 1... Rf5 posa les blanques en zugzwang i les negres guanyen)
1... Rf5
2. Rd6! (ara és el negre qui està en zugzwang)
2... Rg6
3. Rxe6 i les blanques guanyen (de la Villa 2008:173).

## Exemple amb un peó passat i protegit
|   | a | b | c | d | e | f | g | h |   |
| 8 | c6 negres rei · b4 blanques peó · c4 negres peó · d4 white circle · e4 white circle · f4 white circle · c3 blanques peó · c2 blanques rei | c6 negres rei · b4 blanques peó · c4 negres peó · d4 white circle · e4 white circle · f4 white circle · c3 blanques peó · c2 blanques rei | c6 negres rei · b4 blanques peó · c4 negres peó · d4 white circle · e4 white circle · f4 white circle · c3 blanques peó · c2 blanques rei | c6 negres rei · b4 blanques peó · c4 negres peó · d4 white circle · e4 white circle · f4 white circle · c3 blanques peó · c2 blanques rei | c6 negres rei · b4 blanques peó · c4 negres peó · d4 white circle · e4 white circle · f4 white circle · c3 blanques peó · c2 blanques rei | c6 negres rei · b4 blanques peó · c4 negres peó · d4 white circle · e4 white circle · f4 white circle · c3 blanques peó · c2 blanques rei | c6 negres rei · b4 blanques peó · c4 negres peó · d4 white circle · e4 white circle · f4 white circle · c3 blanques peó · c2 blanques rei | c6 negres rei · b4 blanques peó · c4 negres peó · d4 white circle · e4 white circle · f4 white circle · c3 blanques peó · c2 blanques rei | 8 |
| 7 | c6 negres rei · b4 blanques peó · c4 negres peó · d4 white circle · e4 white circle · f4 white circle · c3 blanques peó · c2 blanques rei | c6 negres rei · b4 blanques peó · c4 negres peó · d4 white circle · e4 white circle · f4 white circle · c3 blanques peó · c2 blanques rei | c6 negres rei · b4 blanques peó · c4 negres peó · d4 white circle · e4 white circle · f4 white circle · c3 blanques peó · c2 blanques rei | c6 negres rei · b4 blanques peó · c4 negres peó · d4 white circle · e4 white circle · f4 white circle · c3 blanques peó · c2 blanques rei | c6 negres rei · b4 blanques peó · c4 negres peó · d4 white circle · e4 white circle · f4 white circle · c3 blanques peó · c2 blanques rei | c6 negres rei · b4 blanques peó · c4 negres peó · d4 white circle · e4 white circle · f4 white circle · c3 blanques peó · c2 blanques rei | c6 negres rei · b4 blanques peó · c4 negres peó · d4 white circle · e4 white circle · f4 white circle · c3 blanques peó · c2 blanques rei | c6 negres rei · b4 blanques peó · c4 negres peó · d4 white circle · e4 white circle · f4 white circle · c3 blanques peó · c2 blanques rei | 7 |
| 6 | c6 negres rei · b4 blanques peó · c4 negres peó · d4 white circle · e4 white circle · f4 white circle · c3 blanques peó · c2 blanques rei | c6 negres rei · b4 blanques peó · c4 negres peó · d4 white circle · e4 white circle · f4 white circle · c3 blanques peó · c2 blanques rei | c6 negres rei · b4 blanques peó · c4 negres peó · d4 white circle · e4 white circle · f4 white circle · c3 blanques peó · c2 blanques rei | c6 negres rei · b4 blanques peó · c4 negres peó · d4 white circle · e4 white circle · f4 white circle · c3 blanques peó · c2 blanques rei | c6 negres rei · b4 blanques peó · c4 negres peó · d4 white circle · e4 white circle · f4 white circle · c3 blanques peó · c2 blanques rei | c6 negres rei · b4 blanques peó · c4 negres peó · d4 white circle · e4 white circle · f4 white circle · c3 blanques peó · c2 blanques rei | c6 negres rei · b4 blanques peó · c4 negres peó · d4 white circle · e4 white circle · f4 white circle · c3 blanques peó · c2 blanques rei | c6 negres rei · b4 blanques peó · c4 negres peó · d4 white circle · e4 white circle · f4 white circle · c3 blanques peó · c2 blanques rei | 6 |
| 5 | c6 negres rei · b4 blanques peó · c4 negres peó · d4 white circle · e4 white circle · f4 white circle · c3 blanques peó · c2 blanques rei | c6 negres rei · b4 blanques peó · c4 negres peó · d4 white circle · e4 white circle · f4 white circle · c3 blanques peó · c2 blanques rei | c6 negres rei · b4 blanques peó · c4 negres peó · d4 white circle · e4 white circle · f4 white circle · c3 blanques peó · c2 blanques rei | c6 negres rei · b4 blanques peó · c4 negres peó · d4 white circle · e4 white circle · f4 white circle · c3 blanques peó · c2 blanques rei | c6 negres rei · b4 blanques peó · c4 negres peó · d4 white circle · e4 white circle · f4 white circle · c3 blanques peó · c2 blanques rei | c6 negres rei · b4 blanques peó · c4 negres peó · d4 white circle · e4 white circle · f4 white circle · c3 blanques peó · c2 blanques rei | c6 negres rei · b4 blanques peó · c4 negres peó · d4 white circle · e4 white circle · f4 white circle · c3 blanques peó · c2 blanques rei | c6 negres rei · b4 blanques peó · c4 negres peó · d4 white circle · e4 white circle · f4 white circle · c3 blanques peó · c2 blanques rei | 5 |
| 4 | c6 negres rei · b4 blanques peó · c4 negres peó · d4 white circle · e4 white circle · f4 white circle · c3 blanques peó · c2 blanques rei | c6 negres rei · b4 blanques peó · c4 negres peó · d4 white circle · e4 white circle · f4 white circle · c3 blanques peó · c2 blanques rei | c6 negres rei · b4 blanques peó · c4 negres peó · d4 white circle · e4 white circle · f4 white circle · c3 blanques peó · c2 blanques rei | c6 negres rei · b4 blanques peó · c4 negres peó · d4 white circle · e4 white circle · f4 white circle · c3 blanques peó · c2 blanques rei | c6 negres rei · b4 blanques peó · c4 negres peó · d4 white circle · e4 white circle · f4 white circle · c3 blanques peó · c2 blanques rei | c6 negres rei · b4 blanques peó · c4 negres peó · d4 white circle · e4 white circle · f4 white circle · c3 blanques peó · c2 blanques rei | c6 negres rei · b4 blanques peó · c4 negres peó · d4 white circle · e4 white circle · f4 white circle · c3 blanques peó · c2 blanques rei | c6 negres rei · b4 blanques peó · c4 negres peó · d4 white circle · e4 white circle · f4 white circle · c3 blanques peó · c2 blanques rei | 4 |
| 3 | c6 negres rei · b4 blanques peó · c4 negres peó · d4 white circle · e4 white circle · f4 white circle · c3 blanques peó · c2 blanques rei | c6 negres rei · b4 blanques peó · c4 negres peó · d4 white circle · e4 white circle · f4 white circle · c3 blanques peó · c2 blanques rei | c6 negres rei · b4 blanques peó · c4 negres peó · d4 white circle · e4 white circle · f4 white circle · c3 blanques peó · c2 blanques rei | c6 negres rei · b4 blanques peó · c4 negres peó · d4 white circle · e4 white circle · f4 white circle · c3 blanques peó · c2 blanques rei | c6 negres rei · b4 blanques peó · c4 negres peó · d4 white circle · e4 white circle · f4 white circle · c3 blanques peó · c2 blanques rei | c6 negres rei · b4 blanques peó · c4 negres peó · d4 white circle · e4 white circle · f4 white circle · c3 blanques peó · c2 blanques rei | c6 negres rei · b4 blanques peó · c4 negres peó · d4 white circle · e4 white circle · f4 white circle · c3 blanques peó · c2 blanques rei | c6 negres rei · b4 blanques peó · c4 negres peó · d4 white circle · e4 white circle · f4 white circle · c3 blanques peó · c2 blanques rei | 3 |
| 2 | c6 negres rei · b4 blanques peó · c4 negres peó · d4 white circle · e4 white circle · f4 white circle · c3 blanques peó · c2 blanques rei | c6 negres rei · b4 blanques peó · c4 negres peó · d4 white circle · e4 white circle · f4 white circle · c3 blanques peó · c2 blanques rei | c6 negres rei · b4 blanques peó · c4 negres peó · d4 white circle · e4 white circle · f4 white circle · c3 blanques peó · c2 blanques rei | c6 negres rei · b4 blanques peó · c4 negres peó · d4 white circle · e4 white circle · f4 white circle · c3 blanques peó · c2 blanques rei | c6 negres rei · b4 blanques peó · c4 negres peó · d4 white circle · e4 white circle · f4 white circle · c3 blanques peó · c2 blanques rei | c6 negres rei · b4 blanques peó · c4 negres peó · d4 white circle · e4 white circle · f4 white circle · c3 blanques peó · c2 blanques rei | c6 negres rei · b4 blanques peó · c4 negres peó · d4 white circle · e4 white circle · f4 white circle · c3 blanques peó · c2 blanques rei | c6 negres rei · b4 blanques peó · c4 negres peó · d4 white circle · e4 white circle · f4 white circle · c3 blanques peó · c2 blanques rei | 2 |
| 1 | c6 negres rei · b4 blanques peó · c4 negres peó · d4 white circle · e4 white circle · f4 white circle · c3 blanques peó · c2 blanques rei | c6 negres rei · b4 blanques peó · c4 negres peó · d4 white circle · e4 white circle · f4 white circle · c3 blanques peó · c2 blanques rei | c6 negres rei · b4 blanques peó · c4 negres peó · d4 white circle · e4 white circle · f4 white circle · c3 blanques peó · c2 blanques rei | c6 negres rei · b4 blanques peó · c4 negres peó · d4 white circle · e4 white circle · f4 white circle · c3 blanques peó · c2 blanques rei | c6 negres rei · b4 blanques peó · c4 negres peó · d4 white circle · e4 white circle · f4 white circle · c3 blanques peó · c2 blanques rei | c6 negres rei · b4 blanques peó · c4 negres peó · d4 white circle · e4 white circle · f4 white circle · c3 blanques peó · c2 blanques rei | c6 negres rei · b4 blanques peó · c4 negres peó · d4 white circle · e4 white circle · f4 white circle · c3 blanques peó · c2 blanques rei | c6 negres rei · b4 blanques peó · c4 negres peó · d4 white circle · e4 white circle · f4 white circle · c3 blanques peó · c2 blanques rei | 1 |
|   | a | b | c | d | e | f | g | h |   |

En aquest exemple, les blanques guanyarien si el seu rei assolís qualsevol de les caselles clau (marcades amb punts blancs). Però les negres poden evitar-ho i fer taules, tant si és el seu torn com si no. Per exemple:
1. Rd2 Rd5
2. Re3 Re5 (única jugada per fer taules)
3. Rf3 Rf5 (única jugada per fer taules)
4. Rg3 Re5
5. Rg4 Re4 (única jugada per fer taules) (Müller & Lamprecht 2007:52).

## Un exemple amb més peons
|   | a | b | c | d | e | f | g | h |   |
| 8 | f8 white circle · f7 white circle · g7 negres rei · b6 blanques rei · f6 negres peó · e5 negres peó · g5 negres peó · e4 blanques peó · g4 blanques peó · f3 blanques peó | f8 white circle · f7 white circle · g7 negres rei · b6 blanques rei · f6 negres peó · e5 negres peó · g5 negres peó · e4 blanques peó · g4 blanques peó · f3 blanques peó | f8 white circle · f7 white circle · g7 negres rei · b6 blanques rei · f6 negres peó · e5 negres peó · g5 negres peó · e4 blanques peó · g4 blanques peó · f3 blanques peó | f8 white circle · f7 white circle · g7 negres rei · b6 blanques rei · f6 negres peó · e5 negres peó · g5 negres peó · e4 blanques peó · g4 blanques peó · f3 blanques peó | f8 white circle · f7 white circle · g7 negres rei · b6 blanques rei · f6 negres peó · e5 negres peó · g5 negres peó · e4 blanques peó · g4 blanques peó · f3 blanques peó | f8 white circle · f7 white circle · g7 negres rei · b6 blanques rei · f6 negres peó · e5 negres peó · g5 negres peó · e4 blanques peó · g4 blanques peó · f3 blanques peó | f8 white circle · f7 white circle · g7 negres rei · b6 blanques rei · f6 negres peó · e5 negres peó · g5 negres peó · e4 blanques peó · g4 blanques peó · f3 blanques peó | f8 white circle · f7 white circle · g7 negres rei · b6 blanques rei · f6 negres peó · e5 negres peó · g5 negres peó · e4 blanques peó · g4 blanques peó · f3 blanques peó | 8 |
| 7 | f8 white circle · f7 white circle · g7 negres rei · b6 blanques rei · f6 negres peó · e5 negres peó · g5 negres peó · e4 blanques peó · g4 blanques peó · f3 blanques peó | f8 white circle · f7 white circle · g7 negres rei · b6 blanques rei · f6 negres peó · e5 negres peó · g5 negres peó · e4 blanques peó · g4 blanques peó · f3 blanques peó | f8 white circle · f7 white circle · g7 negres rei · b6 blanques rei · f6 negres peó · e5 negres peó · g5 negres peó · e4 blanques peó · g4 blanques peó · f3 blanques peó | f8 white circle · f7 white circle · g7 negres rei · b6 blanques rei · f6 negres peó · e5 negres peó · g5 negres peó · e4 blanques peó · g4 blanques peó · f3 blanques peó | f8 white circle · f7 white circle · g7 negres rei · b6 blanques rei · f6 negres peó · e5 negres peó · g5 negres peó · e4 blanques peó · g4 blanques peó · f3 blanques peó | f8 white circle · f7 white circle · g7 negres rei · b6 blanques rei · f6 negres peó · e5 negres peó · g5 negres peó · e4 blanques peó · g4 blanques peó · f3 blanques peó | f8 white circle · f7 white circle · g7 negres rei · b6 blanques rei · f6 negres peó · e5 negres peó · g5 negres peó · e4 blanques peó · g4 blanques peó · f3 blanques peó | f8 white circle · f7 white circle · g7 negres rei · b6 blanques rei · f6 negres peó · e5 negres peó · g5 negres peó · e4 blanques peó · g4 blanques peó · f3 blanques peó | 7 |
| 6 | f8 white circle · f7 white circle · g7 negres rei · b6 blanques rei · f6 negres peó · e5 negres peó · g5 negres peó · e4 blanques peó · g4 blanques peó · f3 blanques peó | f8 white circle · f7 white circle · g7 negres rei · b6 blanques rei · f6 negres peó · e5 negres peó · g5 negres peó · e4 blanques peó · g4 blanques peó · f3 blanques peó | f8 white circle · f7 white circle · g7 negres rei · b6 blanques rei · f6 negres peó · e5 negres peó · g5 negres peó · e4 blanques peó · g4 blanques peó · f3 blanques peó | f8 white circle · f7 white circle · g7 negres rei · b6 blanques rei · f6 negres peó · e5 negres peó · g5 negres peó · e4 blanques peó · g4 blanques peó · f3 blanques peó | f8 white circle · f7 white circle · g7 negres rei · b6 blanques rei · f6 negres peó · e5 negres peó · g5 negres peó · e4 blanques peó · g4 blanques peó · f3 blanques peó | f8 white circle · f7 white circle · g7 negres rei · b6 blanques rei · f6 negres peó · e5 negres peó · g5 negres peó · e4 blanques peó · g4 blanques peó · f3 blanques peó | f8 white circle · f7 white circle · g7 negres rei · b6 blanques rei · f6 negres peó · e5 negres peó · g5 negres peó · e4 blanques peó · g4 blanques peó · f3 blanques peó | f8 white circle · f7 white circle · g7 negres rei · b6 blanques rei · f6 negres peó · e5 negres peó · g5 negres peó · e4 blanques peó · g4 blanques peó · f3 blanques peó | 6 |
| 5 | f8 white circle · f7 white circle · g7 negres rei · b6 blanques rei · f6 negres peó · e5 negres peó · g5 negres peó · e4 blanques peó · g4 blanques peó · f3 blanques peó | f8 white circle · f7 white circle · g7 negres rei · b6 blanques rei · f6 negres peó · e5 negres peó · g5 negres peó · e4 blanques peó · g4 blanques peó · f3 blanques peó | f8 white circle · f7 white circle · g7 negres rei · b6 blanques rei · f6 negres peó · e5 negres peó · g5 negres peó · e4 blanques peó · g4 blanques peó · f3 blanques peó | f8 white circle · f7 white circle · g7 negres rei · b6 blanques rei · f6 negres peó · e5 negres peó · g5 negres peó · e4 blanques peó · g4 blanques peó · f3 blanques peó | f8 white circle · f7 white circle · g7 negres rei · b6 blanques rei · f6 negres peó · e5 negres peó · g5 negres peó · e4 blanques peó · g4 blanques peó · f3 blanques peó | f8 white circle · f7 white circle · g7 negres rei · b6 blanques rei · f6 negres peó · e5 negres peó · g5 negres peó · e4 blanques peó · g4 blanques peó · f3 blanques peó | f8 white circle · f7 white circle · g7 negres rei · b6 blanques rei · f6 negres peó · e5 negres peó · g5 negres peó · e4 blanques peó · g4 blanques peó · f3 blanques peó | f8 white circle · f7 white circle · g7 negres rei · b6 blanques rei · f6 negres peó · e5 negres peó · g5 negres peó · e4 blanques peó · g4 blanques peó · f3 blanques peó | 5 |
| 4 | f8 white circle · f7 white circle · g7 negres rei · b6 blanques rei · f6 negres peó · e5 negres peó · g5 negres peó · e4 blanques peó · g4 blanques peó · f3 blanques peó | f8 white circle · f7 white circle · g7 negres rei · b6 blanques rei · f6 negres peó · e5 negres peó · g5 negres peó · e4 blanques peó · g4 blanques peó · f3 blanques peó | f8 white circle · f7 white circle · g7 negres rei · b6 blanques rei · f6 negres peó · e5 negres peó · g5 negres peó · e4 blanques peó · g4 blanques peó · f3 blanques peó | f8 white circle · f7 white circle · g7 negres rei · b6 blanques rei · f6 negres peó · e5 negres peó · g5 negres peó · e4 blanques peó · g4 blanques peó · f3 blanques peó | f8 white circle · f7 white circle · g7 negres rei · b6 blanques rei · f6 negres peó · e5 negres peó · g5 negres peó · e4 blanques peó · g4 blanques peó · f3 blanques peó | f8 white circle · f7 white circle · g7 negres rei · b6 blanques rei · f6 negres peó · e5 negres peó · g5 negres peó · e4 blanques peó · g4 blanques peó · f3 blanques peó | f8 white circle · f7 white circle · g7 negres rei · b6 blanques rei · f6 negres peó · e5 negres peó · g5 negres peó · e4 blanques peó · g4 blanques peó · f3 blanques peó | f8 white circle · f7 white circle · g7 negres rei · b6 blanques rei · f6 negres peó · e5 negres peó · g5 negres peó · e4 blanques peó · g4 blanques peó · f3 blanques peó | 4 |
| 3 | f8 white circle · f7 white circle · g7 negres rei · b6 blanques rei · f6 negres peó · e5 negres peó · g5 negres peó · e4 blanques peó · g4 blanques peó · f3 blanques peó | f8 white circle · f7 white circle · g7 negres rei · b6 blanques rei · f6 negres peó · e5 negres peó · g5 negres peó · e4 blanques peó · g4 blanques peó · f3 blanques peó | f8 white circle · f7 white circle · g7 negres rei · b6 blanques rei · f6 negres peó · e5 negres peó · g5 negres peó · e4 blanques peó · g4 blanques peó · f3 blanques peó | f8 white circle · f7 white circle · g7 negres rei · b6 blanques rei · f6 negres peó · e5 negres peó · g5 negres peó · e4 blanques peó · g4 blanques peó · f3 blanques peó | f8 white circle · f7 white circle · g7 negres rei · b6 blanques rei · f6 negres peó · e5 negres peó · g5 negres peó · e4 blanques peó · g4 blanques peó · f3 blanques peó | f8 white circle · f7 white circle · g7 negres rei · b6 blanques rei · f6 negres peó · e5 negres peó · g5 negres peó · e4 blanques peó · g4 blanques peó · f3 blanques peó | f8 white circle · f7 white circle · g7 negres rei · b6 blanques rei · f6 negres peó · e5 negres peó · g5 negres peó · e4 blanques peó · g4 blanques peó · f3 blanques peó | f8 white circle · f7 white circle · g7 negres rei · b6 blanques rei · f6 negres peó · e5 negres peó · g5 negres peó · e4 blanques peó · g4 blanques peó · f3 blanques peó | 3 |
| 2 | f8 white circle · f7 white circle · g7 negres rei · b6 blanques rei · f6 negres peó · e5 negres peó · g5 negres peó · e4 blanques peó · g4 blanques peó · f3 blanques peó | f8 white circle · f7 white circle · g7 negres rei · b6 blanques rei · f6 negres peó · e5 negres peó · g5 negres peó · e4 blanques peó · g4 blanques peó · f3 blanques peó | f8 white circle · f7 white circle · g7 negres rei · b6 blanques rei · f6 negres peó · e5 negres peó · g5 negres peó · e4 blanques peó · g4 blanques peó · f3 blanques peó | f8 white circle · f7 white circle · g7 negres rei · b6 blanques rei · f6 negres peó · e5 negres peó · g5 negres peó · e4 blanques peó · g4 blanques peó · f3 blanques peó | f8 white circle · f7 white circle · g7 negres rei · b6 blanques rei · f6 negres peó · e5 negres peó · g5 negres peó · e4 blanques peó · g4 blanques peó · f3 blanques peó | f8 white circle · f7 white circle · g7 negres rei · b6 blanques rei · f6 negres peó · e5 negres peó · g5 negres peó · e4 blanques peó · g4 blanques peó · f3 blanques peó | f8 white circle · f7 white circle · g7 negres rei · b6 blanques rei · f6 negres peó · e5 negres peó · g5 negres peó · e4 blanques peó · g4 blanques peó · f3 blanques peó | f8 white circle · f7 white circle · g7 negres rei · b6 blanques rei · f6 negres peó · e5 negres peó · g5 negres peó · e4 blanques peó · g4 blanques peó · f3 blanques peó | 2 |
| 1 | f8 white circle · f7 white circle · g7 negres rei · b6 blanques rei · f6 negres peó · e5 negres peó · g5 negres peó · e4 blanques peó · g4 blanques peó · f3 blanques peó | f8 white circle · f7 white circle · g7 negres rei · b6 blanques rei · f6 negres peó · e5 negres peó · g5 negres peó · e4 blanques peó · g4 blanques peó · f3 blanques peó | f8 white circle · f7 white circle · g7 negres rei · b6 blanques rei · f6 negres peó · e5 negres peó · g5 negres peó · e4 blanques peó · g4 blanques peó · f3 blanques peó | f8 white circle · f7 white circle · g7 negres rei · b6 blanques rei · f6 negres peó · e5 negres peó · g5 negres peó · e4 blanques peó · g4 blanques peó · f3 blanques peó | f8 white circle · f7 white circle · g7 negres rei · b6 blanques rei · f6 negres peó · e5 negres peó · g5 negres peó · e4 blanques peó · g4 blanques peó · f3 blanques peó | f8 white circle · f7 white circle · g7 negres rei · b6 blanques rei · f6 negres peó · e5 negres peó · g5 negres peó · e4 blanques peó · g4 blanques peó · f3 blanques peó | f8 white circle · f7 white circle · g7 negres rei · b6 blanques rei · f6 negres peó · e5 negres peó · g5 negres peó · e4 blanques peó · g4 blanques peó · f3 blanques peó | f8 white circle · f7 white circle · g7 negres rei · b6 blanques rei · f6 negres peó · e5 negres peó · g5 negres peó · e4 blanques peó · g4 blanques peó · f3 blanques peó | 1 |
|   | a | b | c | d | e | f | g | h |   |

En aquest exemple, f6 és també una casella clau pel rei blanc. Si mouen les blanques, guanyen. Si mouen les negres, fan taules. (Tots els moviments de les negres són únics per entaular).
1... Rh6!!
2. Rc7 Rg7
3. Rb7 Rh7
4. Rb8 Rh8
5. Rc8 Rg8
6. Rd7 Rh7
7. Re6 Rg6! (Müller & Lamprecht 2007:95–96).

## Qualsevol casella clau, per qualsevol camí
|   | a | b | c | d | e | f | g | h |   |
| 8 | f8 negres rei · b5 black circle · c5 black circle · d5 black circle · c3 blanques peó · d1 blanques rei | f8 negres rei · b5 black circle · c5 black circle · d5 black circle · c3 blanques peó · d1 blanques rei | f8 negres rei · b5 black circle · c5 black circle · d5 black circle · c3 blanques peó · d1 blanques rei | f8 negres rei · b5 black circle · c5 black circle · d5 black circle · c3 blanques peó · d1 blanques rei | f8 negres rei · b5 black circle · c5 black circle · d5 black circle · c3 blanques peó · d1 blanques rei | f8 negres rei · b5 black circle · c5 black circle · d5 black circle · c3 blanques peó · d1 blanques rei | f8 negres rei · b5 black circle · c5 black circle · d5 black circle · c3 blanques peó · d1 blanques rei | f8 negres rei · b5 black circle · c5 black circle · d5 black circle · c3 blanques peó · d1 blanques rei | 8 |
| 7 | f8 negres rei · b5 black circle · c5 black circle · d5 black circle · c3 blanques peó · d1 blanques rei | f8 negres rei · b5 black circle · c5 black circle · d5 black circle · c3 blanques peó · d1 blanques rei | f8 negres rei · b5 black circle · c5 black circle · d5 black circle · c3 blanques peó · d1 blanques rei | f8 negres rei · b5 black circle · c5 black circle · d5 black circle · c3 blanques peó · d1 blanques rei | f8 negres rei · b5 black circle · c5 black circle · d5 black circle · c3 blanques peó · d1 blanques rei | f8 negres rei · b5 black circle · c5 black circle · d5 black circle · c3 blanques peó · d1 blanques rei | f8 negres rei · b5 black circle · c5 black circle · d5 black circle · c3 blanques peó · d1 blanques rei | f8 negres rei · b5 black circle · c5 black circle · d5 black circle · c3 blanques peó · d1 blanques rei | 7 |
| 6 | f8 negres rei · b5 black circle · c5 black circle · d5 black circle · c3 blanques peó · d1 blanques rei | f8 negres rei · b5 black circle · c5 black circle · d5 black circle · c3 blanques peó · d1 blanques rei | f8 negres rei · b5 black circle · c5 black circle · d5 black circle · c3 blanques peó · d1 blanques rei | f8 negres rei · b5 black circle · c5 black circle · d5 black circle · c3 blanques peó · d1 blanques rei | f8 negres rei · b5 black circle · c5 black circle · d5 black circle · c3 blanques peó · d1 blanques rei | f8 negres rei · b5 black circle · c5 black circle · d5 black circle · c3 blanques peó · d1 blanques rei | f8 negres rei · b5 black circle · c5 black circle · d5 black circle · c3 blanques peó · d1 blanques rei | f8 negres rei · b5 black circle · c5 black circle · d5 black circle · c3 blanques peó · d1 blanques rei | 6 |
| 5 | f8 negres rei · b5 black circle · c5 black circle · d5 black circle · c3 blanques peó · d1 blanques rei | f8 negres rei · b5 black circle · c5 black circle · d5 black circle · c3 blanques peó · d1 blanques rei | f8 negres rei · b5 black circle · c5 black circle · d5 black circle · c3 blanques peó · d1 blanques rei | f8 negres rei · b5 black circle · c5 black circle · d5 black circle · c3 blanques peó · d1 blanques rei | f8 negres rei · b5 black circle · c5 black circle · d5 black circle · c3 blanques peó · d1 blanques rei | f8 negres rei · b5 black circle · c5 black circle · d5 black circle · c3 blanques peó · d1 blanques rei | f8 negres rei · b5 black circle · c5 black circle · d5 black circle · c3 blanques peó · d1 blanques rei | f8 negres rei · b5 black circle · c5 black circle · d5 black circle · c3 blanques peó · d1 blanques rei | 5 |
| 4 | f8 negres rei · b5 black circle · c5 black circle · d5 black circle · c3 blanques peó · d1 blanques rei | f8 negres rei · b5 black circle · c5 black circle · d5 black circle · c3 blanques peó · d1 blanques rei | f8 negres rei · b5 black circle · c5 black circle · d5 black circle · c3 blanques peó · d1 blanques rei | f8 negres rei · b5 black circle · c5 black circle · d5 black circle · c3 blanques peó · d1 blanques rei | f8 negres rei · b5 black circle · c5 black circle · d5 black circle · c3 blanques peó · d1 blanques rei | f8 negres rei · b5 black circle · c5 black circle · d5 black circle · c3 blanques peó · d1 blanques rei | f8 negres rei · b5 black circle · c5 black circle · d5 black circle · c3 blanques peó · d1 blanques rei | f8 negres rei · b5 black circle · c5 black circle · d5 black circle · c3 blanques peó · d1 blanques rei | 4 |
| 3 | f8 negres rei · b5 black circle · c5 black circle · d5 black circle · c3 blanques peó · d1 blanques rei | f8 negres rei · b5 black circle · c5 black circle · d5 black circle · c3 blanques peó · d1 blanques rei | f8 negres rei · b5 black circle · c5 black circle · d5 black circle · c3 blanques peó · d1 blanques rei | f8 negres rei · b5 black circle · c5 black circle · d5 black circle · c3 blanques peó · d1 blanques rei | f8 negres rei · b5 black circle · c5 black circle · d5 black circle · c3 blanques peó · d1 blanques rei | f8 negres rei · b5 black circle · c5 black circle · d5 black circle · c3 blanques peó · d1 blanques rei | f8 negres rei · b5 black circle · c5 black circle · d5 black circle · c3 blanques peó · d1 blanques rei | f8 negres rei · b5 black circle · c5 black circle · d5 black circle · c3 blanques peó · d1 blanques rei | 3 |
| 2 | f8 negres rei · b5 black circle · c5 black circle · d5 black circle · c3 blanques peó · d1 blanques rei | f8 negres rei · b5 black circle · c5 black circle · d5 black circle · c3 blanques peó · d1 blanques rei | f8 negres rei · b5 black circle · c5 black circle · d5 black circle · c3 blanques peó · d1 blanques rei | f8 negres rei · b5 black circle · c5 black circle · d5 black circle · c3 blanques peó · d1 blanques rei | f8 negres rei · b5 black circle · c5 black circle · d5 black circle · c3 blanques peó · d1 blanques rei | f8 negres rei · b5 black circle · c5 black circle · d5 black circle · c3 blanques peó · d1 blanques rei | f8 negres rei · b5 black circle · c5 black circle · d5 black circle · c3 blanques peó · d1 blanques rei | f8 negres rei · b5 black circle · c5 black circle · d5 black circle · c3 blanques peó · d1 blanques rei | 2 |
| 1 | f8 negres rei · b5 black circle · c5 black circle · d5 black circle · c3 blanques peó · d1 blanques rei | f8 negres rei · b5 black circle · c5 black circle · d5 black circle · c3 blanques peó · d1 blanques rei | f8 negres rei · b5 black circle · c5 black circle · d5 black circle · c3 blanques peó · d1 blanques rei | f8 negres rei · b5 black circle · c5 black circle · d5 black circle · c3 blanques peó · d1 blanques rei | f8 negres rei · b5 black circle · c5 black circle · d5 black circle · c3 blanques peó · d1 blanques rei | f8 negres rei · b5 black circle · c5 black circle · d5 black circle · c3 blanques peó · d1 blanques rei | f8 negres rei · b5 black circle · c5 black circle · d5 black circle · c3 blanques peó · d1 blanques rei | f8 negres rei · b5 black circle · c5 black circle · d5 black circle · c3 blanques peó · d1 blanques rei | 1 |
|   | a | b | c | d | e | f | g | h |   |

Amb rei i peó contra rei sol, és important que el rei atacant arribi a qualsevol de les caselles clau, i per això, el camí cap a la casella correcta no és sempre el més directe. Per exemple, al diagrama de la dreta, les caselles clau pel rei blanc són b5, c5, i d5. Les negres poden evitar que el rei blanc arribi a una casella clau de forma directa, per exemple:
1. Rd2 Re7
2. Rd3 Rd7 
3. Rc4 Rc6 (prenent l'oposició).
Però el rei blanc pot assolir la casella clau (b5) inevitablement, si s'hi dirigeix per l'altra banda del peó:
1. Rc2! Re7
2. Rb3 Rd6
3. Rb4 Rc6 
4. Rc4 (oposició, i les negres són en zugzwang) Rd6
5. Rb5
o bé 
4... Rb6
5. Rd5
i el rei blanc ha ocupat la casella clau, i té posició guanyadora (Müller & Lamprecht 2007:20).